# Mar Mediterráneo
El mar Mediterráneo es un mar continental que conecta con el resto del océano Atlántico a través del estrecho de Gibraltar y con el océano Índico a través del canal de Suez. Rodeado por Europa, África y Asia, fue testigo de la evolución de varias civilizaciones antiguas como los egipcios, fenicios, hebreos, griegos, cartagineses y romanos. Con aproximadamente 2,5 millones de km² y 3860 km de longitud, es el segundo mar interior más grande del mundo, después del Caribe. Se trata de un mar relativamente hondo, con una profundidad media de 1370 metros, siendo su punto más profundo la fosa de Calipso, al oeste de Grecia. Sus aguas, que bañan las tres grandes penínsulas del sur de Europa (ibérica, itálica y balcánica) y una de Asia (Anatolia), se comunican, además de con el Atlántico por el estrecho de Gibraltar, con el mar Negro por los estrechos del Bósforo y de los Dardanelos y con el mar Rojo por el canal de Suez.
Se trata de un mar cálido con un clima característico homónimo y un estilo culinario propio en toda su cuenca. Estos factores atraen a millones de turistas de otros puntos del mundo. Por otro lado, es el mar con las tasas más elevadas de hidrocarburos y contaminación del mundo.

## Nombre
La etimología de este mar proviene del latín Mar Medi Terraneum, cuyo significado es «mar en el medio de las tierras». La mayoría de los habitantes de sus costas han usado una denominación derivada de la latina; en idioma griego se llama Mesogeios Thalassa (Μεσόγειος Θάλασσα) con el mismo significado que el nombre latino, y en árabe se llama al-Baḥr al-Mutawāsiṭ (البحر المتواسط «mar intermedio»).
En turco, se lo denomina Ak Deniz («mar blanco») por oposición al mar Negro, pues los turcos llaman «blanco» al Sur y «negro» al norte. El nombre turco también se utiliza a veces en árabe: al-Baḥr al-′Ābyaḍ (البحر الأبيض ídem).
Para los antiguos egipcios, era «el Gran Verde». Los romanos lo solían llamar Mare Nostrum («mar nuestro»). El uso más antiguo del adjetivo mediterraneum para referirse a este mar data de Solino, en el siglo III d. C., y el primero que usó Mediterraneum como nombre propio fue Isidoro de Sevilla, en el siglo VI. Los árabes, durante la Edad Media, usaban mayoritariamente el nombre de al-Baḥr al-Rum («mar de los romanos»), siguiendo la costumbre de nombrar a mares y océanos con las poblaciones que ocupaban las orillas opuestas. Otros nombres árabes medievales fueron al-Baḥr al-Sham («mar de Siria», preferido por los habitantes del Mediterráneo occidental), al-Baḥr al-Maghrib («mar de poniente» o «del Magreb», popular entre los árabes del Mediterráneo oriental) y, muy minoritario, el ya citado al-Baḥr al-Mutawāsiṭ.

## Situación

Mapa isobático del Mediterráneo

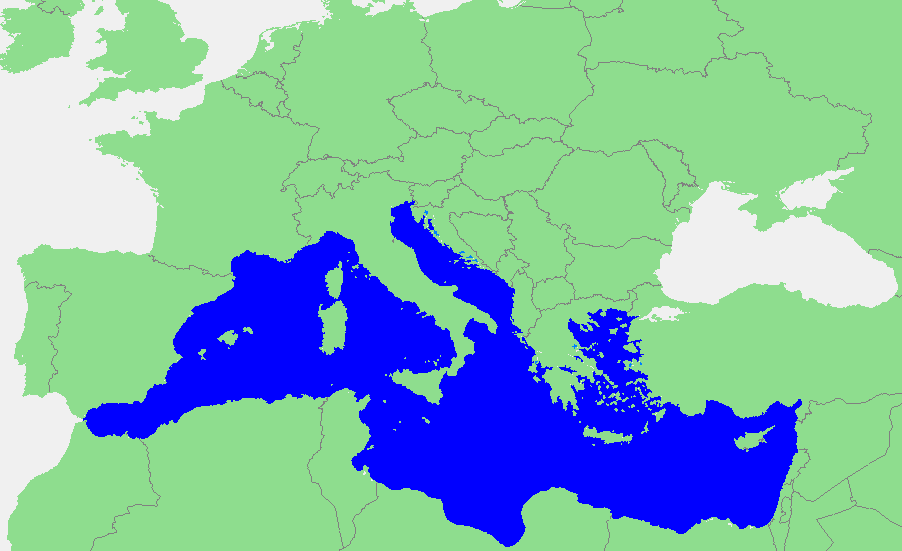
Fronteras del Mediterráneo

El Mediterráneo se encuentra localizado en las zonas templadas y subtropicales. Está rodeado por tierras continentales de amplia extensión, dotándolo de una climatología propia caracterizada por veranos cálidos y secos, inviernos moderados y un periodo que concentra buena parte de las lluvias durante la primavera. La urbanización costera, típica en las zonas mediterráneas, acomoda a un buen número de habitantes permanentes, amén de cierto número de población temporal, especialmente estival. Las zonas más septentrionales, muy industrializadas, contrastan con las más meridionales, esencialmente agrícolas.
El Mediterráneo posee una extensión de 3,5 × 106 km², lo cual representa aproximadamente el 1 % de la superficie oceánica mundial, con una profundidad media de 1,5 km. Su zona más profunda, en Matapan, alcanza 5121 m bajo el nivel del mar. Su longitud costera es de 46 000 km, de los cuales el 40 % pertenecen a islas.
Comunica con el océano Atlántico mediante el estrecho de Gibraltar, un paso de 12,8 km de longitud y una profundidad de más de 900 m; por el noreste, contacta con el mar Negro mediante el Dardanelos, el mar de Mármara y el Bósforo. En el sureste, contacta con el mar Rojo debido a la acción humana, que excavó el canal de Suez, canal que sirve de entrada a especies tropicales del mar Rojo y del océano Índico.

### Límites
- Costas del norte: Italia, España, Francia, Mónaco, Eslovenia, Bosnia y Herzegovina, Croacia, Montenegro, Albania, Grecia y Turquía.
- Costas del oriente: Líbano, Siria, Israel y la Franja de Gaza.
- Costas del sur: España (Ceuta y Melilla), Egipto, Libia, Túnez, Argelia y Marruecos.
- Naciones mediterráneas: Malta y Chipre.

### Subdivisiones
El Mediterráneo está subdividido en pequeños mares, cada uno con su propia designación (de oeste a este):
- El mar de Alborán entre la península ibérica y el noroeste de África.
- El mar Menor al sureste de España, entre Cartagena y San Pedro del Pinatar. En contraposición a éste, el Mar Mediterráneo suele recibir, por parte de la población cercana, el nombre de Mar Mayor.
- La mar Chica En el norte de Marruecos, en la ciudad de Nador.
- El mar Balear entre la costa este de la península ibérica y la isla de Cerdeña. Contiene dos mares:
  - El mar Ibérico entre la península ibérica y las islas Baleares.
  - El mar de Cerdeña entre la costa oeste de Cerdeña y las islas Baleares.
- El mar de Liguria entre Córcega y Liguria (Italia).
- El mar Tirreno entre la costa este de Cerdeña, la península itálica y la costa norte de Sicilia.
- El mar Adriático entre la península itálica y las costas de Eslovenia, Croacia, Bosnia y Montenegro.
- El mar Jónico entre la península itálica, Grecia y Albania.
- El mar Egeo entre Grecia y Turquía.
  - El mar de Creta entre la isla de Creta y las islas Cícladas.
- El mar de Libia entre los golfos de Sidra y Gabés, en Túnez.
- El mar de Cilicia entre Turquía y Chipre.
- El mar Levantino, bañando las costas de Egipto, Líbano, Chipre, Israel, Siria y Turquía.

Canales:
- El canal de Cerdeña que separa la costa sur de Cerdeña de la costa norte de Túnez.
- El canal de Sicilia que separa la costa oeste de Sicilia de la costa este de Túnez.

### Islas de mayor tamaño
| País    | Isla     | Área en km² | Población |
| ------- | -------- | ----------- | --------- |
| Italia  | Sicilia  | 25 460      | 5 048 995 |
| Italia  | Cerdeña  | 23 821      | 1 672 804 |
| Chipre  | Chipre   | 9251        | 1 088 503 |
| Francia | Córcega  | 8680        | 299 209   |
| Grecia  | Creta    | 8336        | 623 666   |
| Grecia  | Eubea    | 3655        | 218 000   |
| España  | Mallorca | 3640        | 923 608   |
| Grecia  | Lesbos   | 1632        | 90 643    |
| Grecia  | Rodas    | 1400        | 117 007   |
| Grecia  | Quíos    | 842         | 51 936    |

### Clima

#### Temperatura del mar
|            | Ene | Feb | Mar | Abr | May | Jun | Jul | Ago | Sep | Oct | Nov | Dic | Ø/Año |
| ---------- | --- | --- | --- | --- | --- | --- | --- | --- | --- | --- | --- | --- | ----- |
| Marsella   | 13  | 13  | 13  | 14  | 16  | 18  | 21  | 22  | 21  | 18  | 16  | 14  | 16.6  |
| Venecia    | 11  | 10  | 11  | 13  | 18  | 22  | 25  | 26  | 23  | 20  | 16  | 14  | 17.4  |
| Barcelona  | 13  | 13  | 13  | 14  | 17  | 20  | 23  | 25  | 23  | 20  | 17  | 15  | 17.8  |
| Málaga     | 15  | 15  | 15  | 16  | 17  | 20  | 22  | 23  | 22  | 19  | 17  | 16  | 18.1  |
| Gibraltar  | 16  | 15  | 16  | 16  | 17  | 20  | 22  | 22  | 22  | 20  | 18  | 17  | 18.4  |
| Valencia   | 14  | 13  | 14  | 15  | 17  | 21  | 24  | 26  | 24  | 21  | 18  | 15  | 18.5  |
| Nápoles    | 15  | 14  | 14  | 15  | 18  | 22  | 25  | 27  | 25  | 22  | 19  | 16  | 19.3  |
| Atenas     | 16  | 15  | 15  | 16  | 18  | 21  | 24  | 24  | 24  | 21  | 19  | 18  | 19.3  |
| Heraklion  | 16  | 15  | 15  | 16  | 19  | 22  | 24  | 25  | 24  | 22  | 20  | 18  | 19.7  |
| Malta      | 16  | 16  | 15  | 16  | 18  | 21  | 24  | 26  | 25  | 23  | 21  | 18  | 19.9  |
| Alejandría | 18  | 17  | 17  | 18  | 20  | 23  | 25  | 26  | 26  | 25  | 22  | 20  | 21.4  |
| Larnaca    | 18  | 17  | 17  | 18  | 20  | 24  | 26  | 27  | 27  | 25  | 22  | 19  | 21.7  |
| Limassol   | 18  | 17  | 17  | 18  | 20  | 24  | 26  | 27  | 27  | 25  | 22  | 19  | 21.7  |
| Antalya    | 17  | 17  | 17  | 18  | 21  | 24  | 27  | 28  | 27  | 25  | 22  | 19  | 21.8  |
| Tel Aviv   | 18  | 17  | 17  | 18  | 21  | 24  | 26  | 28  | 27  | 26  | 23  | 20  | 22.1  |

## Historia

Extensión del Imperio romano hacia el año 117, rodeando el Mediterráneo.

La Tabula Rogeriana, dibujada por Al-Idrisi para Rogelio II de Sicilia en 1154, uno de los mapas más avanzados de la Edad Media.

El Mediterráneo ha sido un mar clave para la Historia. Fenicios y romanos navegaron por él junto a los griegos, quienes sobrepasaron los límites del mismo a través del estrecho de Gibraltar hace unos tres mil años aproximadamente. Estos navegantes solo conocían las corrientes de los ríos y supusieron que la extensión de agua al otro lado de Gibraltar era un enorme río. Por lo tanto, la palabra que significa río en el griego clásico era Okeano, y de allí proviene la palabra océano.
En la Roma antigua se llamó «Mare Nostrum» (Nuestro mar) debido a que todas sus orillas fueron ocupadas por ella, y en el siglo XX Mussolini —queriendo recrear el Imperio romano— lo llamó Mare Nostrum Italiano durante la Segunda Guerra Mundial. El mar originó una serie de leyendas y mitos en torno a él, como la de Jasón y los argonautas.

## Naturaleza
La región mediterránea está caracterizada por un alto grado de endemismo que ha ocasionado que se la considere como uno de los lugares de mayor concentración de biodiversidad en el ámbito mundial: alberga entre un 4% y un 18% de las especies marinas de todo el mundo. Dicha peculiaridad se explica de diversas formas: bajo impacto de la última glaciación en la zona, que produjo que actuara como reserva; la presencia de macizos montañosos importantes (por ejemplo, el Atlas, la cordillera del Taurus al sur, las zonas de Gúdar, Javalambre, Levante…), que dota de diversidad estructural al biotopo; y también a la larga historia de los diversos usos de la tierra por parte de la población local que ha creado y mantenido una amplia gama de hábitats.

### Geología

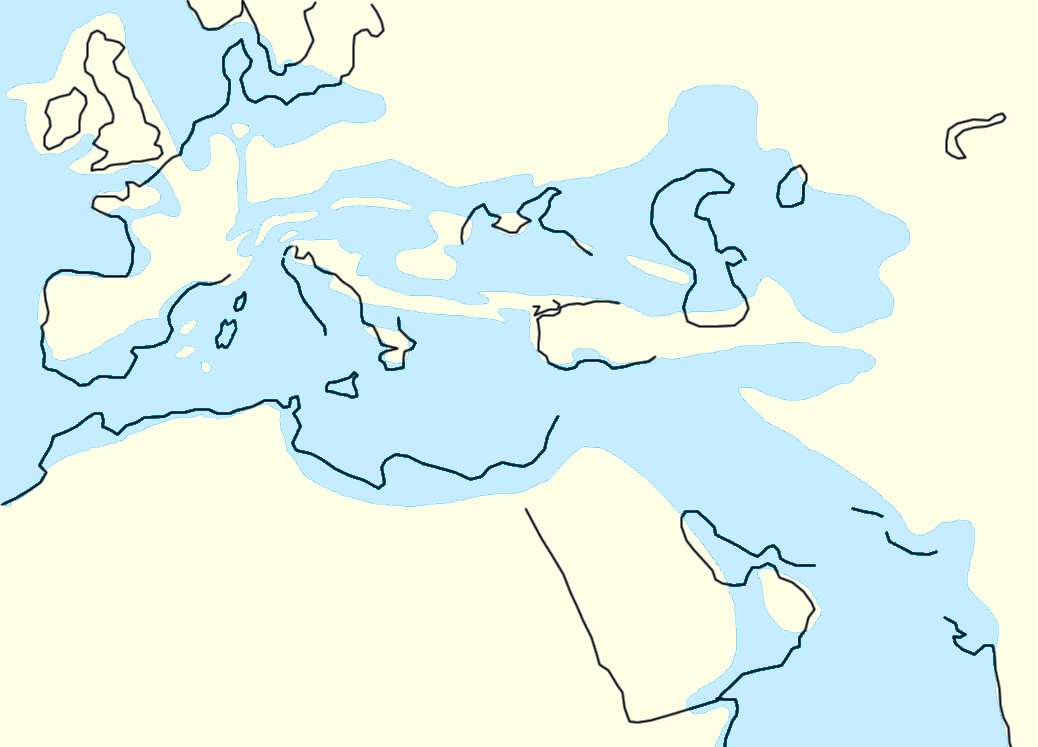
Mapa del primitivo mar Paratetis, sucesor del océano Tetis, y que formó el Mediterráneo a medida que se cerró. El mapa corresponde al Oligoceno.

El Mediterráneo se formó a partir del océano Tetis, de mucha mayor extensión que el Mediterráneo actual, y fue disminuyendo a medida que la placa africana se aproximaba a la placa euroasiática.
Hace unos 60 millones de años, a comienzos del Terciario, el océano Tetis, antecesor del Mediterráneo, inundaba gran parte del norte de África y Europa, que en aquel entonces no era más que un archipiélago de islas. Durante el Terciario, el océano Tetis se fue estrechando por el este hasta que se formó una gran cuenca marina casi separada del océano abierto. Esta cuenca abarcaba en una misma masa de agua al Mediterráneo, al mar Negro y al mar Caspio. Pero por occidente el Mare Nostrum seguía conectado a mar abierto a través de superficies hoy en día emergidas del sur de la península ibérica y el norte de Marruecos.
Hace unos 6 o 5 millones de años, el Mediterráneo se desecó al quedar desconectado del océano Atlántico, un acontecimiento conocido como la crisis salina del Mesiniense. Este fenómeno generó enormes depósitos de sal en el fondo del Mediterráneo y disminuyó la salinidad del océano global. También hoy en día, si el estrecho de Gibraltar se cerrara, el Mediterráneo se secaría puesto que es un mar en el que se evapora más agua (debido al clima cálido y templado) de la que entra por los ríos. Este déficit hídrico provoca actualmente una salinidad más elevada que en el Atlántico, océano del cual recibe el agua que pierde debido a la evaporación. El fenómeno inspiró el proyecto Atlantropa, que preveía la construcción de una presa en el estrecho de Gibraltar que permitiera producir energía y desecar parcialmente el mar. En un futuro (dentro de unos 5 millones de años) el estrecho de Gibraltar se cerrará nuevamente y el Mediterráneo quedará reducido a unos pocos lagos hipersalinos. Se sabe por los depósitos salinos del fondo del mar que esto ya sucedió hace unos pocos millones de años, concretamente 5,33. Entonces la diferencia de nivel entre el océano Atlántico y el mar Mediterráneo provocó la ruptura del dique de roca que se había formado en el Estrecho. Lo que había tardado miles de años en secarse se llenó en unos pocos años; se ha especulado con cifras de hasta dos años, ya que se ha podido especificar en un llenado de 10 m diarios.

### Oceanografía

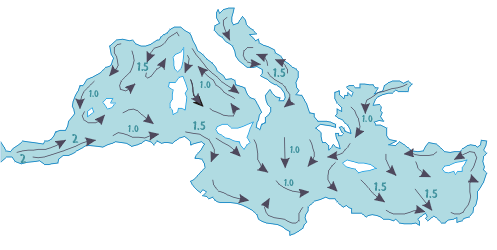
Corrientes predominantes de junio

Las propiedades del Mediterráneo son consecuencia de su situación de mar casi interior. Así, las mareas son leves como resultado de la estrecha conexión con el océano Atlántico. El mediterráneo se caracteriza por su tono azulado, y es inmediatamente reconocido por este color particular, especialmente en las áreas cercanas a las islas griegas y croatas.
La evaporación excede en grandes cantidades a las precipitaciones y las afluencias de ríos hacia el Mediterráneo, un factor que es central para la circulación del agua en la cuenca. La evaporación es especialmente alta en la mitad este de la zona, causando que el nivel del agua descienda y la salinidad se incremente hacia el este. Este gradiente de presión mantiene una baja salinidad proveniente desde el Atlántico hasta la cuenca, el cual se entibia y se vuelve más salado a medida que viaja hacia el este y baja en la región de Levante, circulando luego hacia el oeste y dirigiéndose hasta el estrecho de Gibraltar. De esta manera, la corriente marina fluye hacia el este bañando la superficie del estrecho y luego hacia el oeste por la parte baja. Una vez en mar abierto, esta «agua intermedia» puede persistir por miles de kilómetros alejada de su fuente principal.

### Flora

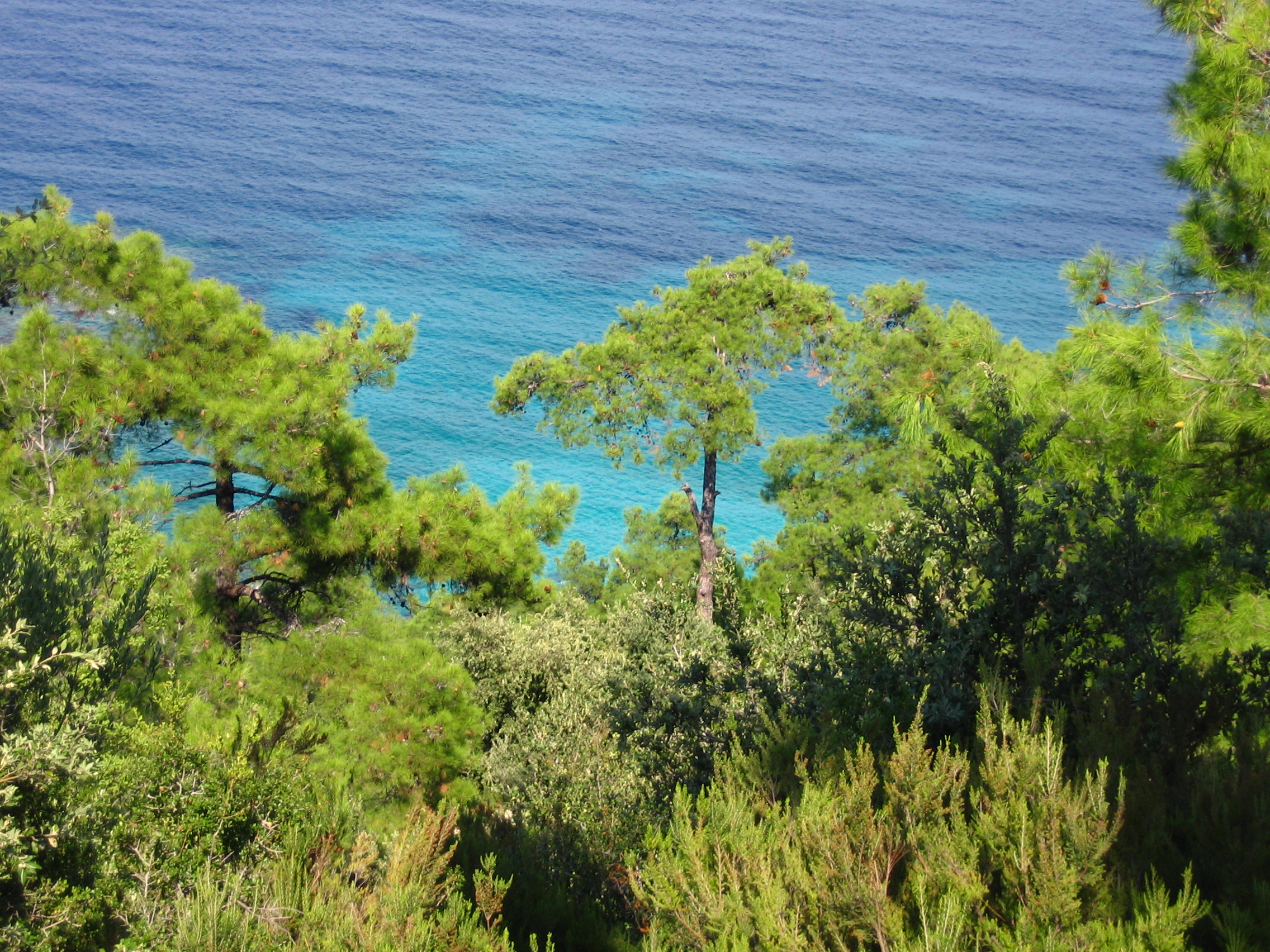
Pinus pinaster, en la isla de Tasos, Grecia. Tiene presencia en todo el Mediterráneo, abundando en su parte occidental.

Desde un punto de vista biogeográfico, los territorios con clima mediterráneo ocupan no solo la cuenca del Mediterráneo, la Región Mediterránea propiamente dicha, sino que incluye también a las costas de Libia y Egipto, que pertenecen a la región saharo-arábiga. El clima mediterráneo se adentra hacia Afganistán, Cáucaso y centro de Asia (donde Armenia y territorios de Taskent lo poseen, Región Irano-Turaniana).

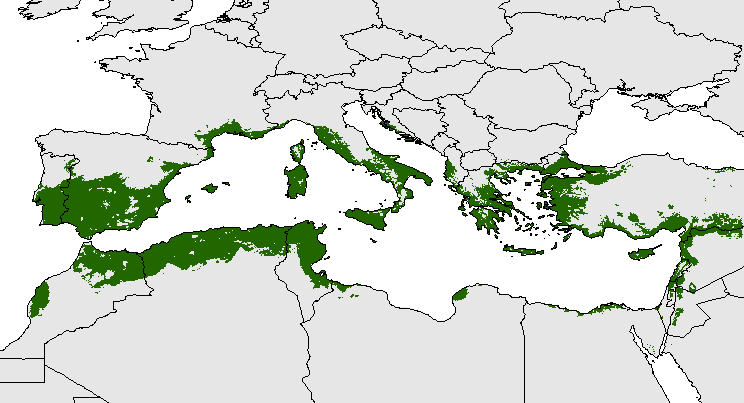
Distribución potencial del olivo en la Cuenca del Mediterráneo. El olivo se considera uno de los mejores indicadores biológicos de la región Mediterránea (Oteros, 2014).

La Región Mediterránea posee característicamente un dosel arbóreo boscoso esclerófilo siempre verde, con especies del género Quercus del subgénero sclerophyllodrys, especialmente Q. ilex, la encina, aunque también posee mucha representación la carrasca, Q. rotundifolia. En otros casos aparecen el alcornoque, Q. suber, dependiente de mayor homogeneidad en el ŕegimen pluvial, y, en el mediterráneo oriental, los vicariantes Q. trojana y Q. macrolepis. En cuanto a vegetación arbustiva, abunda la coscoja (Q. coccifera). Dentro de este contexto ecológico de bosque de carrasca y encina, aparece una rica flora arbustiva de madroños (Arbutus unedo), viburnum tinus, laurus nobilis, pistacia lentiscus, rhamnus alaternus, etc. Como lianas, Rubia peregrina, lonicera sp. pl, Smilax aspera y otras, dependiendo de la humedad del ecosistema. En las áreas del sudeste peninsular aparecen especies más cercanas a la vegetación norteafricana, como Ziziphyus lotus, periploca angustifolia o maitenus senegalensis. Cuando el clima es más mesofítico y la aridez del verano es menor, surgen estructuras boscosas con predomino de robledales, formados por árboles marcescentes del género quercus como Q. pyrenaica o Q. faginea.
Los pinos mediterráneos, generalmente asociados a las especies pinus halepensis y P. brutia, también comprenden a P. pinaster, en sustratos pobres en bases, y P. pinea, en arenosos. En el piso supramediterráneo aparece P. nigra, sobre sustratos ricos en bases, y en el oromediterráneo, P. sylvestris. El género juniperus, de enebros y sabinares, posee también una buena representación, con J. oxycedrus como especie más común, si bien también son frecuentes J. macrocarpa, J. phoenicea y otros.

### Fauna

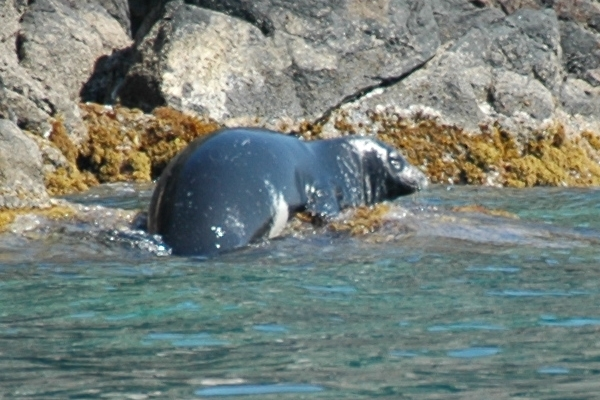
Foca monje mediterránea, actualmente en estado crítico de extinción.

La diversidad faunística del entorno mediterráneo es enorme, comparable a la de las plantas. Analizando la riqueza de especies para algunos taxones, obtenemos que: de las 62 especies de anfibios que hay en el Mediterráneo, 35 son endémicas, al igual que las 111 de las 179 especies de reptiles; de las 184 especies de mamíferos registradas, el 25 % son endémicas y 52 especies están amenazadas (sin contar los mamíferos marinos); y que el 28 % de las especies marinas halladas en el Mediterráneo son endémicas. En cuanto a las aves, el Mediterráneo es un mar de especial diversidad puesto que se halla en la ruta migratoria de multitud de especies. Se estima que unos 2000 millones de aves migratorias de 150 especies distintas se detienen en sus humedales durante su trayecto o se establecen allí en algún periodo corto del año.

### Amenazas

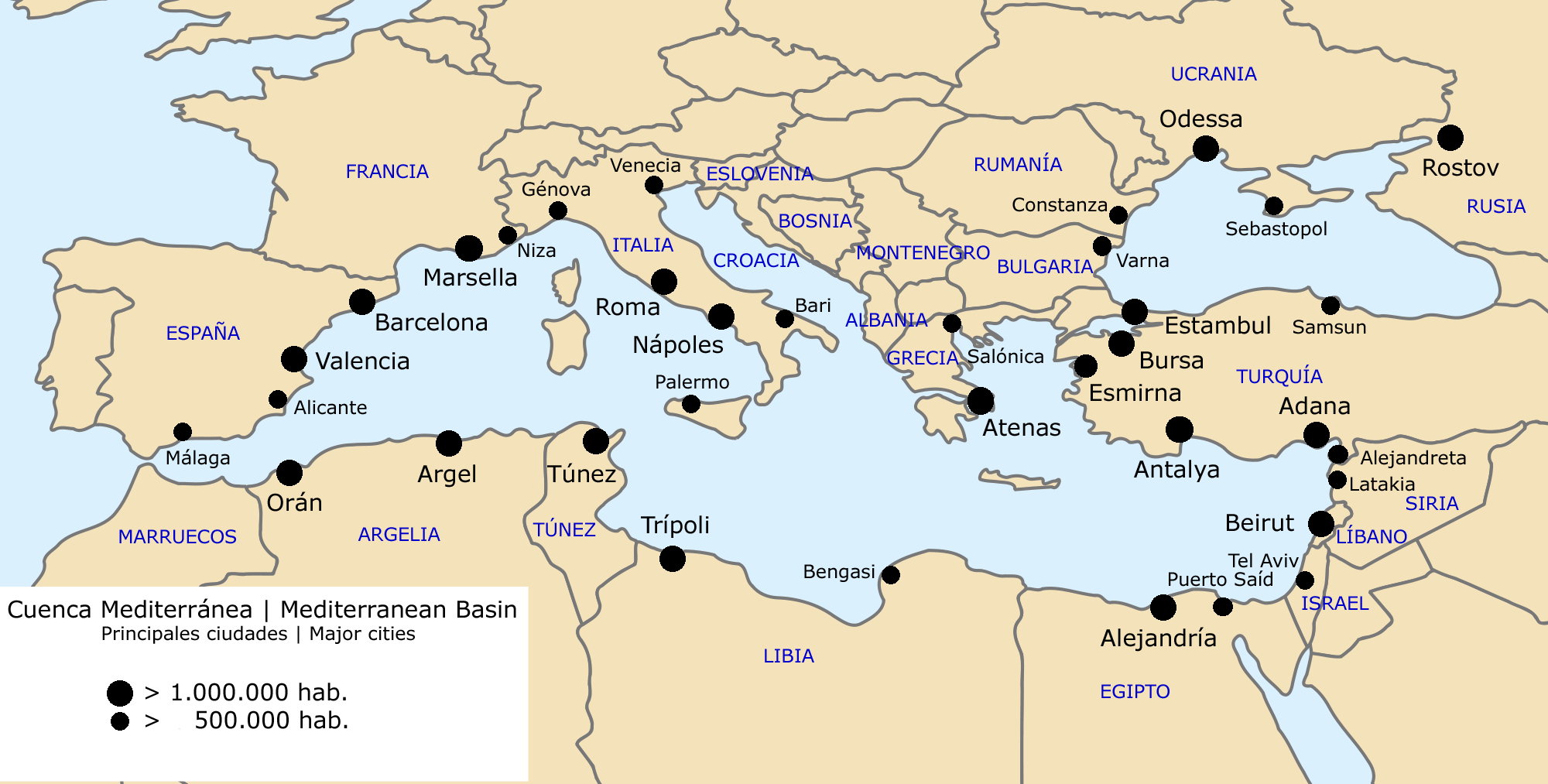
Principales ciudades de la cuenca mediterránea.

El Mediterráneo se enfrenta a varios problemas derivados de las actividades humanas: la sobrepesca, las técnicas de pesca destructivas, el exceso de urbanismo en la franja litoral, la contaminación y el calentamiento global. La sobrepesca actual es más del doble que hace cincuenta años aunque gracias a los esfuerzos ha bajado hasta la cifra actual de millón y medio de toneladas todavía demasiado alta para lo que este mar puede soportar. Este mar, por ser semicerrado, es muy sensible a la contaminación que produce la mala depuración de vertidos en los ríos, lo que significa una grave amenaza. El turismo mediterráneo suele acudir a zonas insuficientemente preparadas para aguantarlo y los vertidos no son tratados, además las obras erosionan las costas. También este acude a zonas de riqueza ecológica destruyendo el hábitat de especies en peligro (como focas y tortugas).
Por otra parte, el cambio climático afecta aumentando la salinidad del mar y su temperatura. Según Vargas Yánez y colaboradores, que han analizado datos desde 1948, el aumento medio de la temperatura superficial entre 1948 y 2005 del mar oscila entre 0,12 °C y 0,5 °C a lo largo del litoral mediterráneo; en profundidades intermedias (200 m a 600 m) la temperatura aumentó desde 1948 hasta 2000 entre 0,05 °C y 0,2 °C, y la salinidad se incrementó entre 0,03 y 0,09. En las capas profundas (1000m a 2000 m) el aumento de temperatura osciló entre 0,03 °C y 0,1 °C y el de salinidad entre 0,05 y 0,06. El aumento de temperatura de las capas intermedias y profundas puede parecer pequeño, pero hay que tener en cuenta el alto calor específico del mar, por lo que incrementos pequeños de temperatura requieren que el mar absorba enormes cantidades de calor. El aumento de salinidad refleja la disminución de las precipitaciones en el Mediterráneo, así como la disminución del aporte de los ríos debido a las obras hidráulicas llevadas a cabo en sus cauces. Desde mediados de la década de 1990, se ha observado un acusado aumento del nivel del mar de entre 2,5 mm/año y 10 mm/año, causado en parte por el aumento de la temperatura y en parte por el incremento del volumen de agua producido por el deshielo de los casquetes polares.

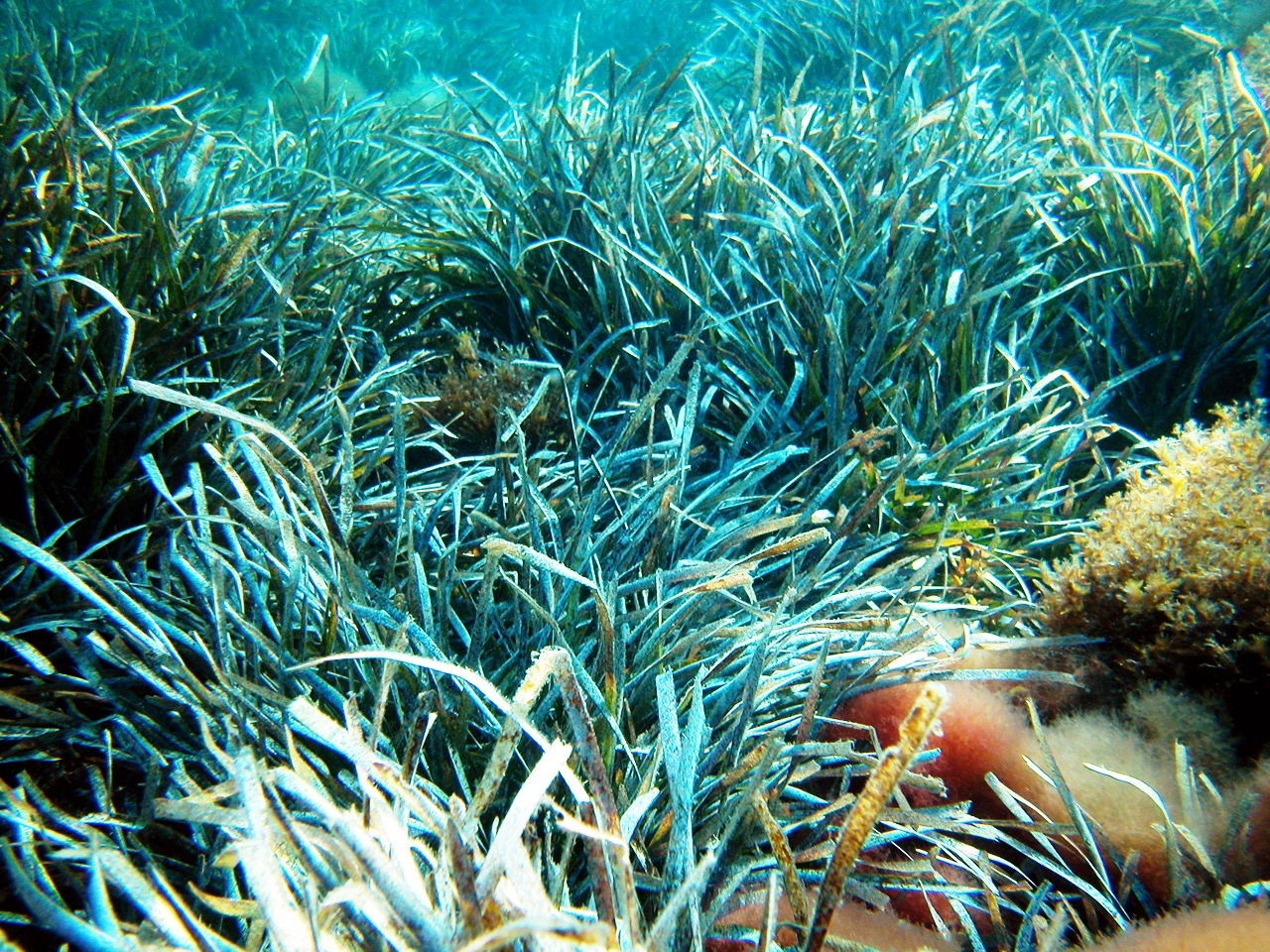
Pradera de Posidonia oceánica

Otras amenazas significativas son la desaparición de las praderas submarinas de Posidonia, una fanerógama marina que fundamenta gran parte de la diversidad biológica mediterránea y las plagas de medusas lo que destruye el frágil ecosistema.
En 2018, aunque el mar Mediterráneo solo representa el 1 % de las aguas marinas del mundo, alberga el 7 % de todos los microplásticos (fragmentos menores de 5 mm), alcanzando un nivel récord de concentración: 1,25 millones de fragmentos por km2. Europa vierte cada año al mar 500.000 toneladas de macroplásticos (bolsas, botellas, pajitas) y 130.000 toneladas de microplásticos, debido a una producción y consumo excesivos y a una mala gestión de los residuos. Esta concentración de material plástico puede amenazar la biodiversidad y también afecta a la salud humana.

### Conservación
La legislación europea en materia de medio ambiente es prolija en la definición, mediante la directiva 92/43/CEE (directiva Hábitat) y su ampliación con la directiva 97/62/CEE, de medidas de protección del medio ambiente y de espacios diseñados para tal fin, como son los lugares de interés comunitario o LICs o las zonas especiales de conservación o ZECs, además de mediante otras directivas como la de aves, la directiva 79/409/CEE, que define los entornos ZEPAs o Zonas de Especial Protección para Aves; ambos interrelacionados mediante la Red Natura 2000.
En materia de convenios suscritos entre Estados, estos carentes de obligaciones legales en cuanto a cumplimiento, afectan al Mediterráneo de distinta forma: el convenio sobre la diversidad biológica de Río de Janeiro; el convenio sobre el comercio de especies amenazadas de fauna y flora silvestres (CITES por sus siglas en inglés); el Convenio sobre la conservación de la vida silvestre en Europa y de los hábitats naturales; el convenio sobre la conservación e las especies migratorias de la fauna silvestre; el convenio de Ramsar, sobre la conservación de humedales; y el convenio para la protección del mar Mediterráneo (Convenio de Barcelona). Dentro de este último, España firmó en 1995 el “Protocolo sobre Zonas Especialmente Protegidas y la Diversidad Biológica en el Mediterráneo” y adoptó un año después, en Montecarlo, sus anexos. Según este Protocolo cada Parte Contratante debe establecer Zonas Especialmente Protegidas de Importancia para el Mediterráneo (ZEPIM) en las zonas marinas y costeras sometidas a su soberanía y jurisdicción.
A nivel estatal y regional, existe numerosa legislación que determina las actuaciones a nivel local; no obstante, el carácter normativo de las directivas europeas provoca una cierta homogeneidad en esta, que supone, en muchos casos, una mera traslación de aquella.
En el marco de la gestión de la diversidad marina, algunos autores califican negativamente la situación jurídica del Mediterráneo:

(...) La situación jurídica del mar Mediterráneo, que se adivina relativamente compleja, convierte el
régimen de conservación de la biodiversidad marina en una normativa fragmentada e inadecuada.
Solamente con el fomento de mayores esfuerzos de coordinación, sería posible el desarrollo de un
régimen jurídico integrado de conservación sostenible de la biodiversidad marina y pesquera (...)
Claudiane Chevalier

## Datos de interés
- Superficie: 2,51 millones de km².
- Dimensiones: 4000 km de este a oeste; 46 000 km de litoral; 800 km de norte a sur.
- Profundidad: media: 1370 m, máxima: 5210 m (Fosa de Calipso, en Grecia).
- Renovación del agua: aproximadamente cada 90 años.
- Aporte pesquero: aproximadamente el 2 % del total mundial.
- Salinidad media: entre 36 a 38 gramos por litro.
- Ríos más importantes: Adigio, Bojana, Drin, Ebro, Isonzo, Júcar, Maritza, Menderes, Muluya, Nilo, Neretva, Orontes, Po, Ródano, Segura, Tíber, Vardar, Viosa.

## Galería

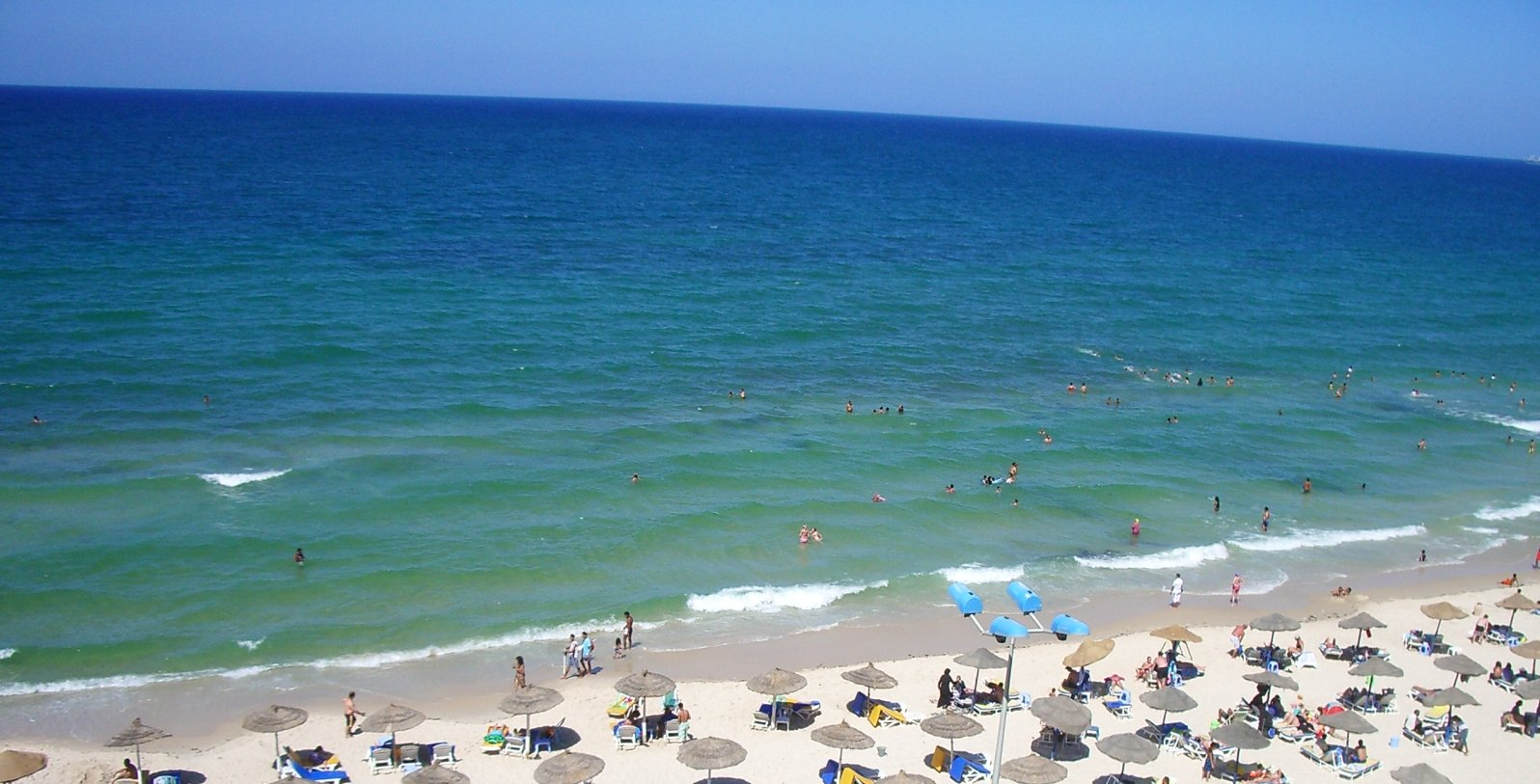
Playa de Hammamet (Túnez)
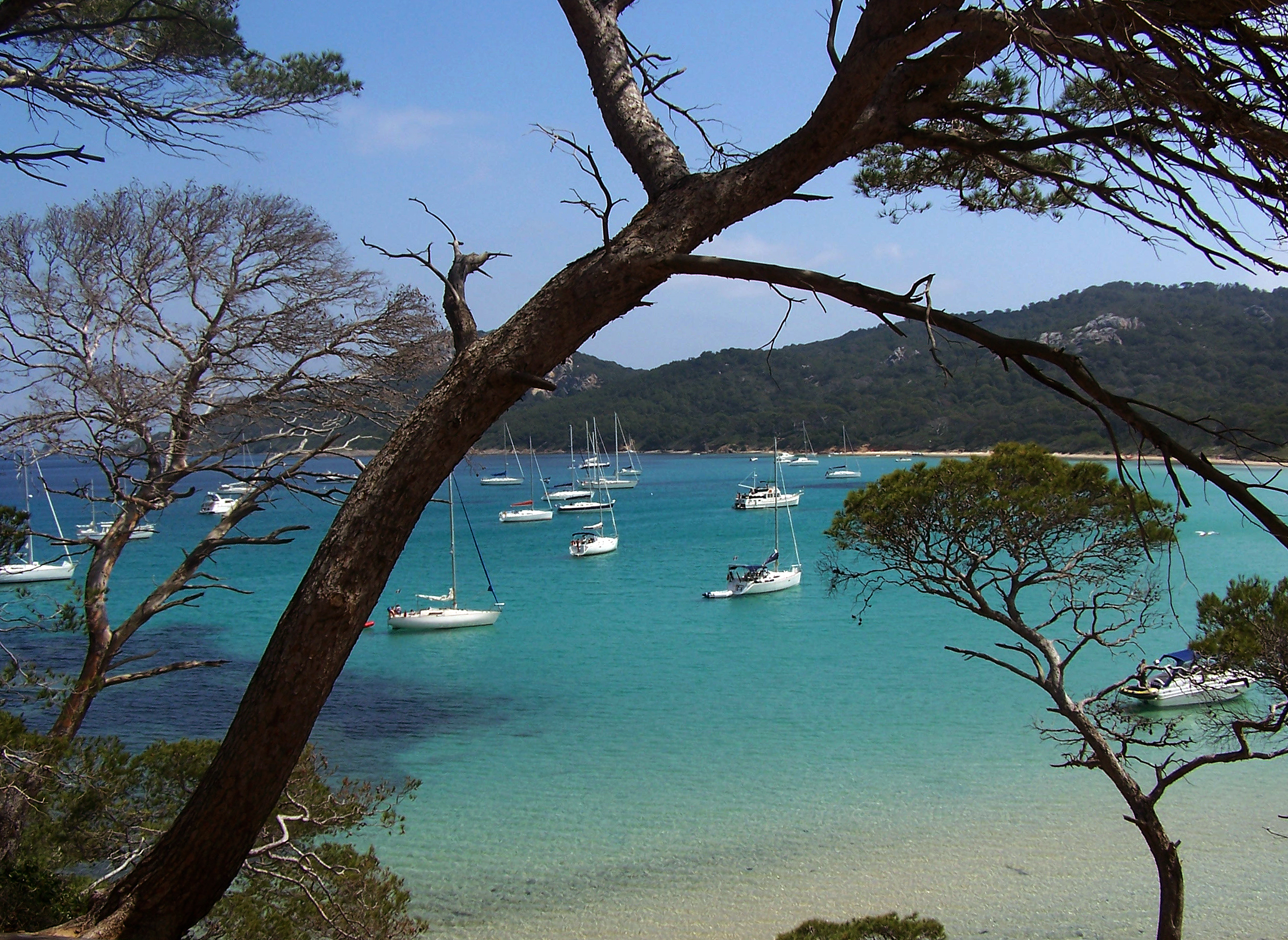
Playa de la Courtade en Islas de Hyères (Francia)
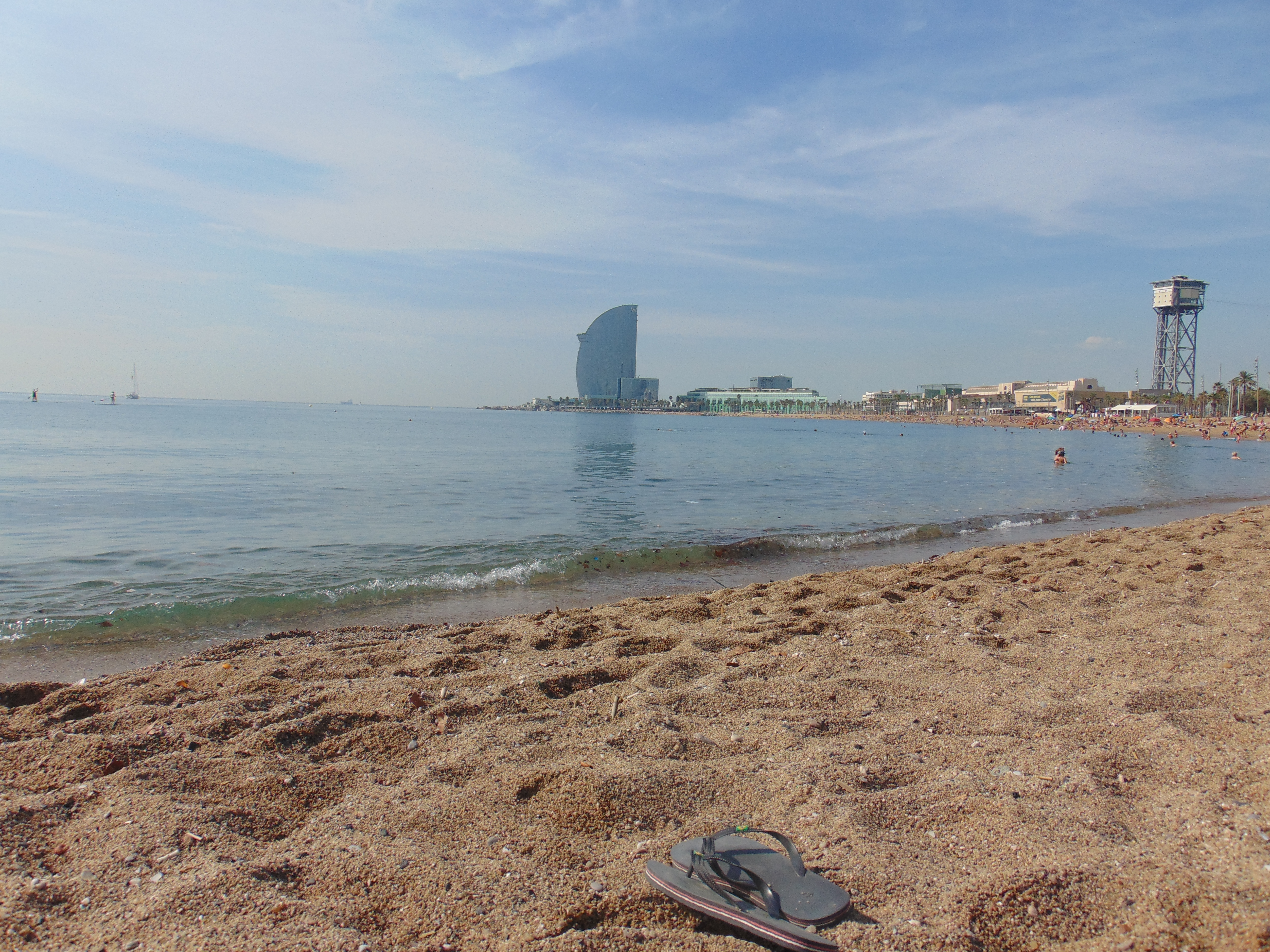
Playa de la Barceloneta (España)
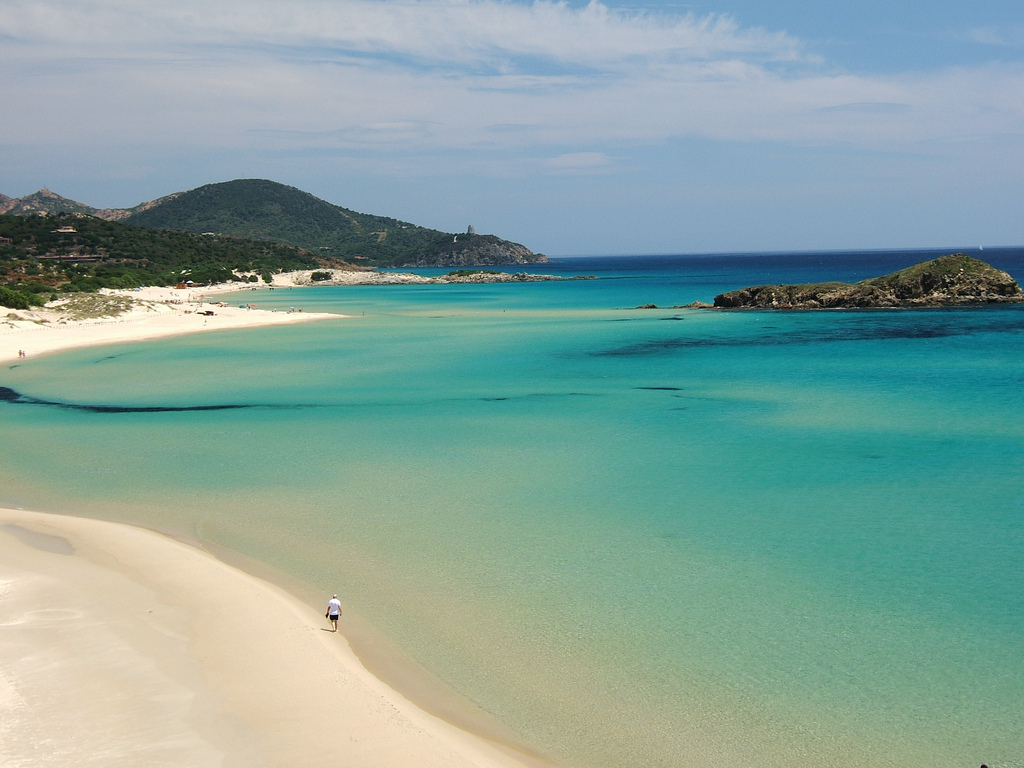
Costa sur de Cerdeña (Italia)
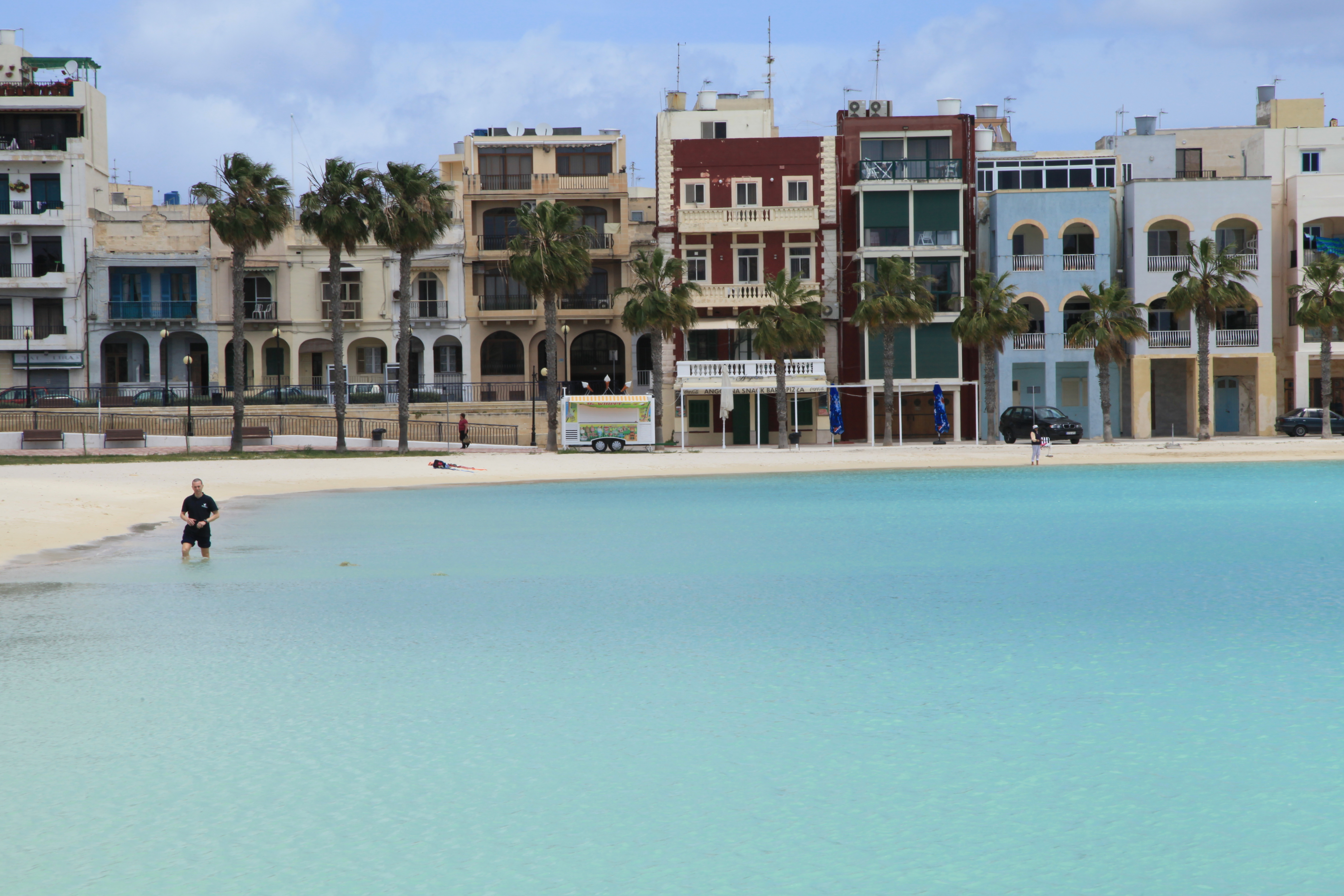
Pretty Bay (Malta)
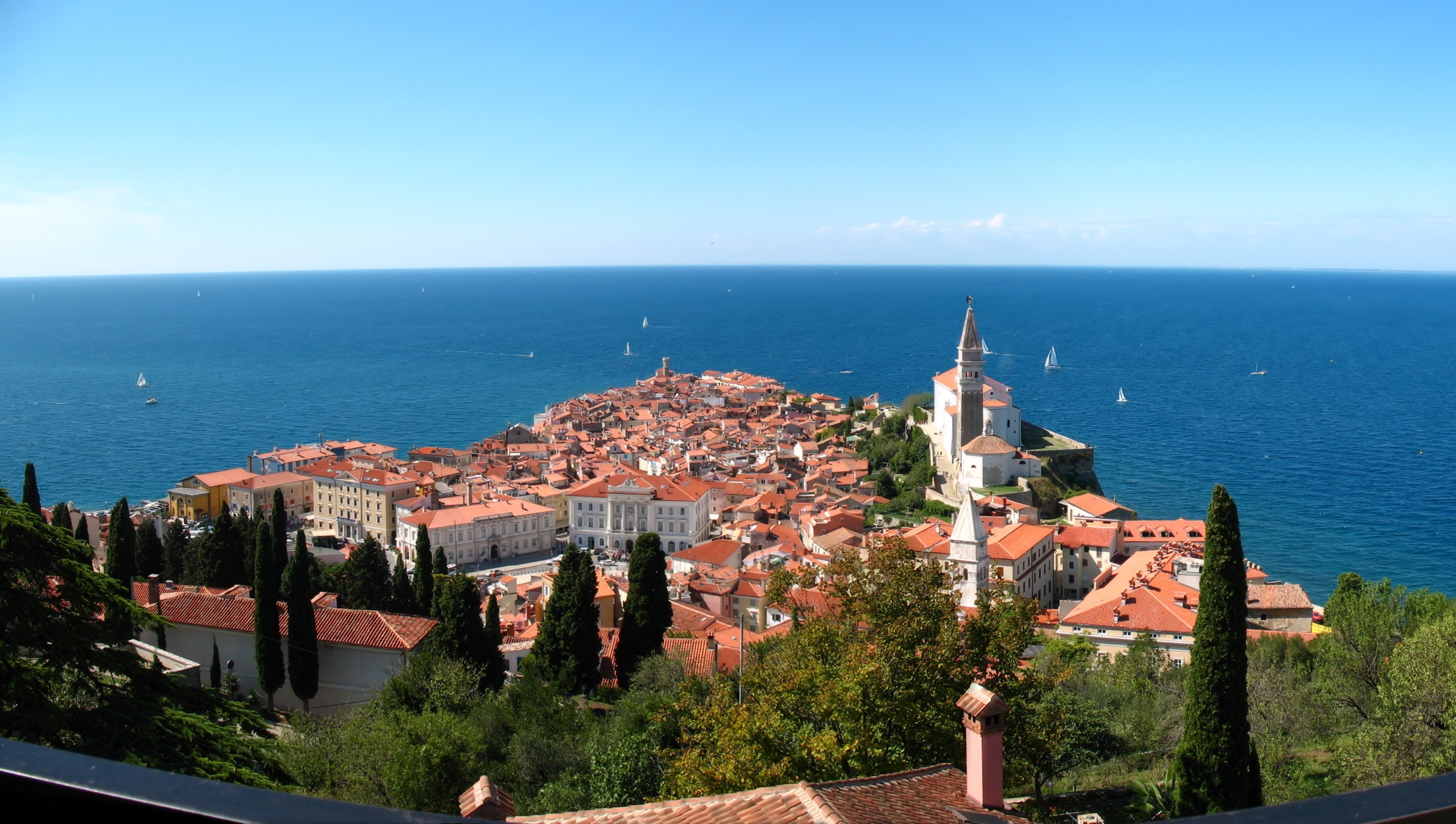
Vista panorámica de Piran (Eslovenia)
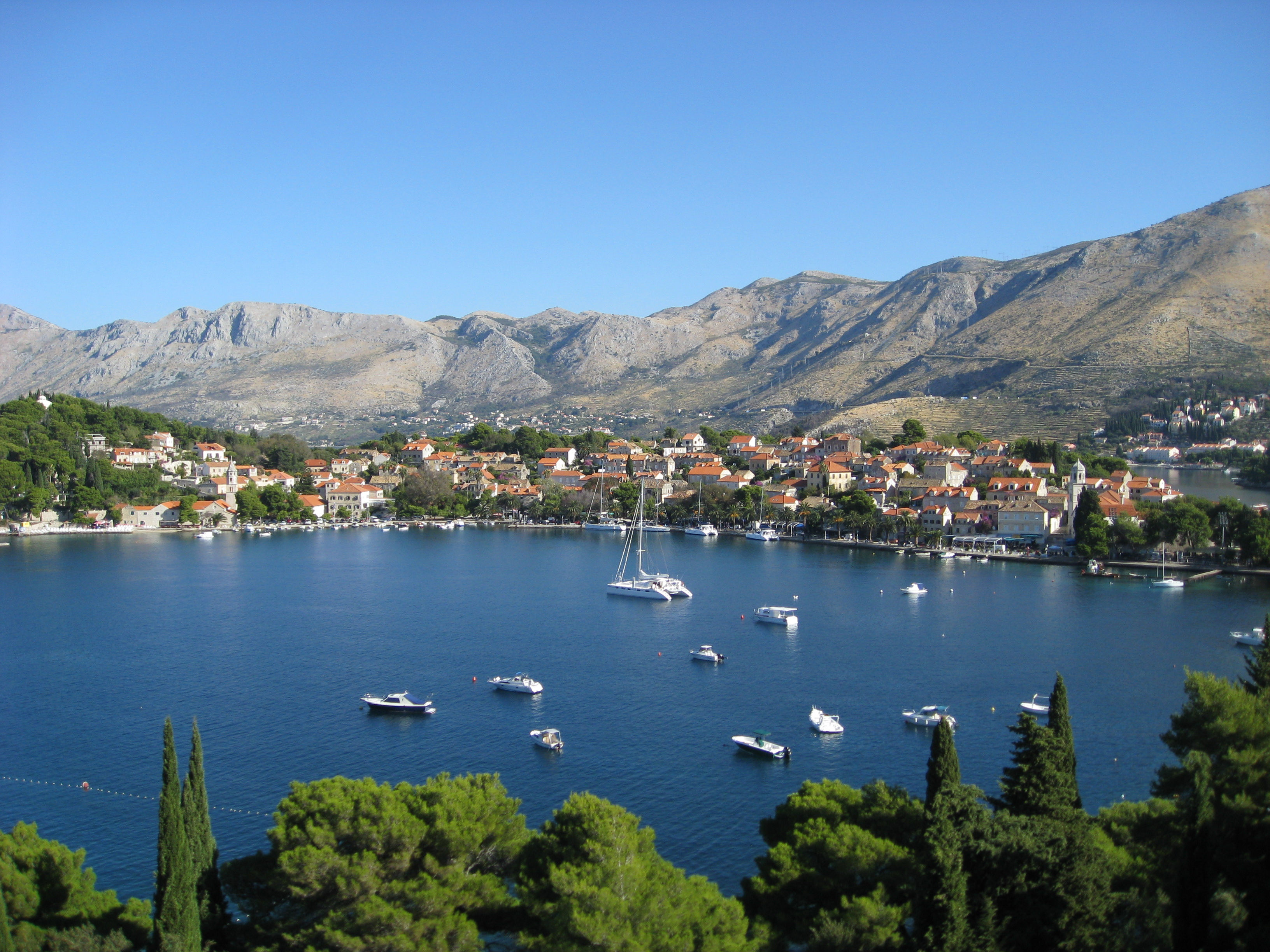
Cavtat (Croacia)
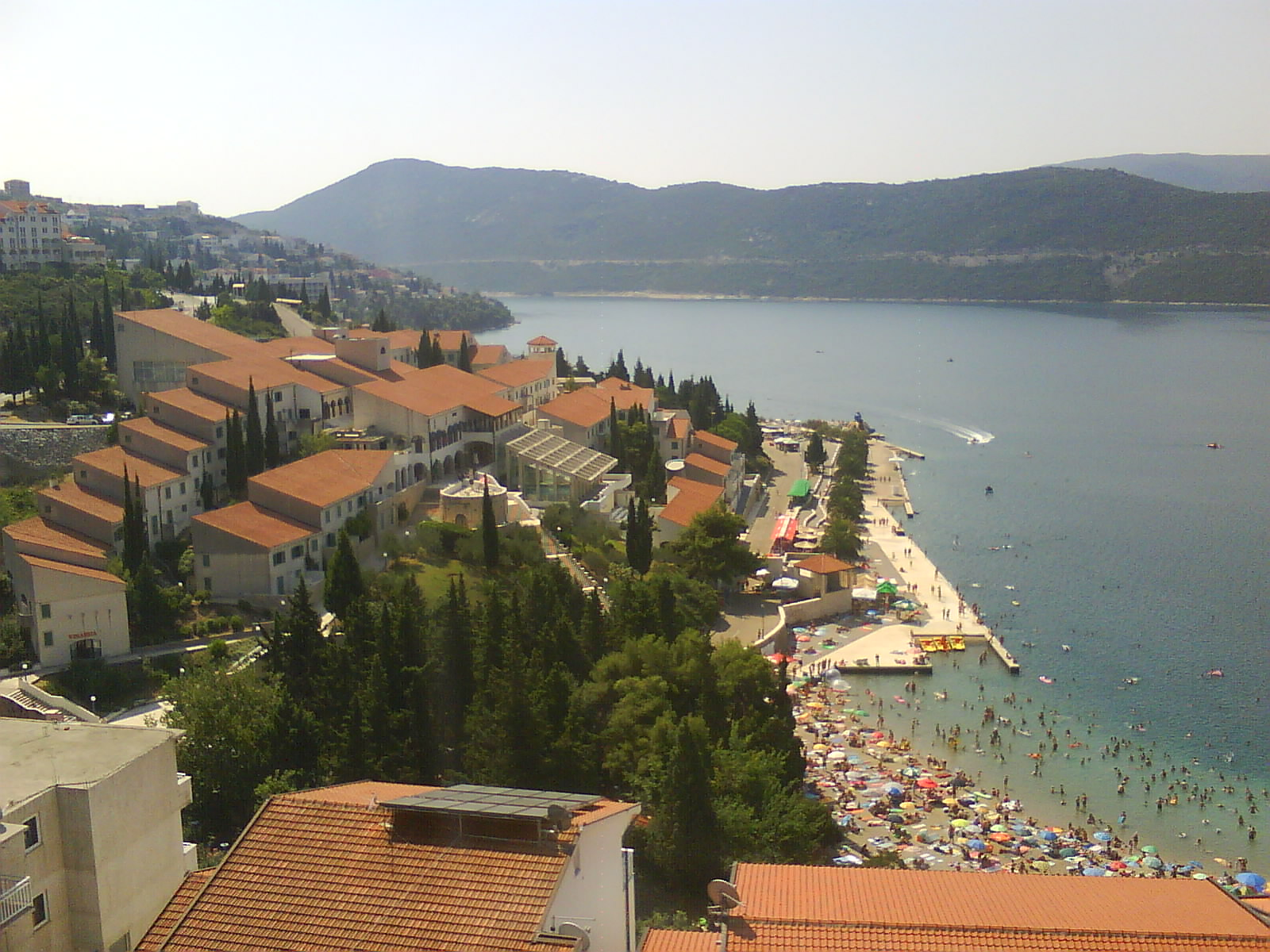
Neum (Bosnia y Herzegovina)
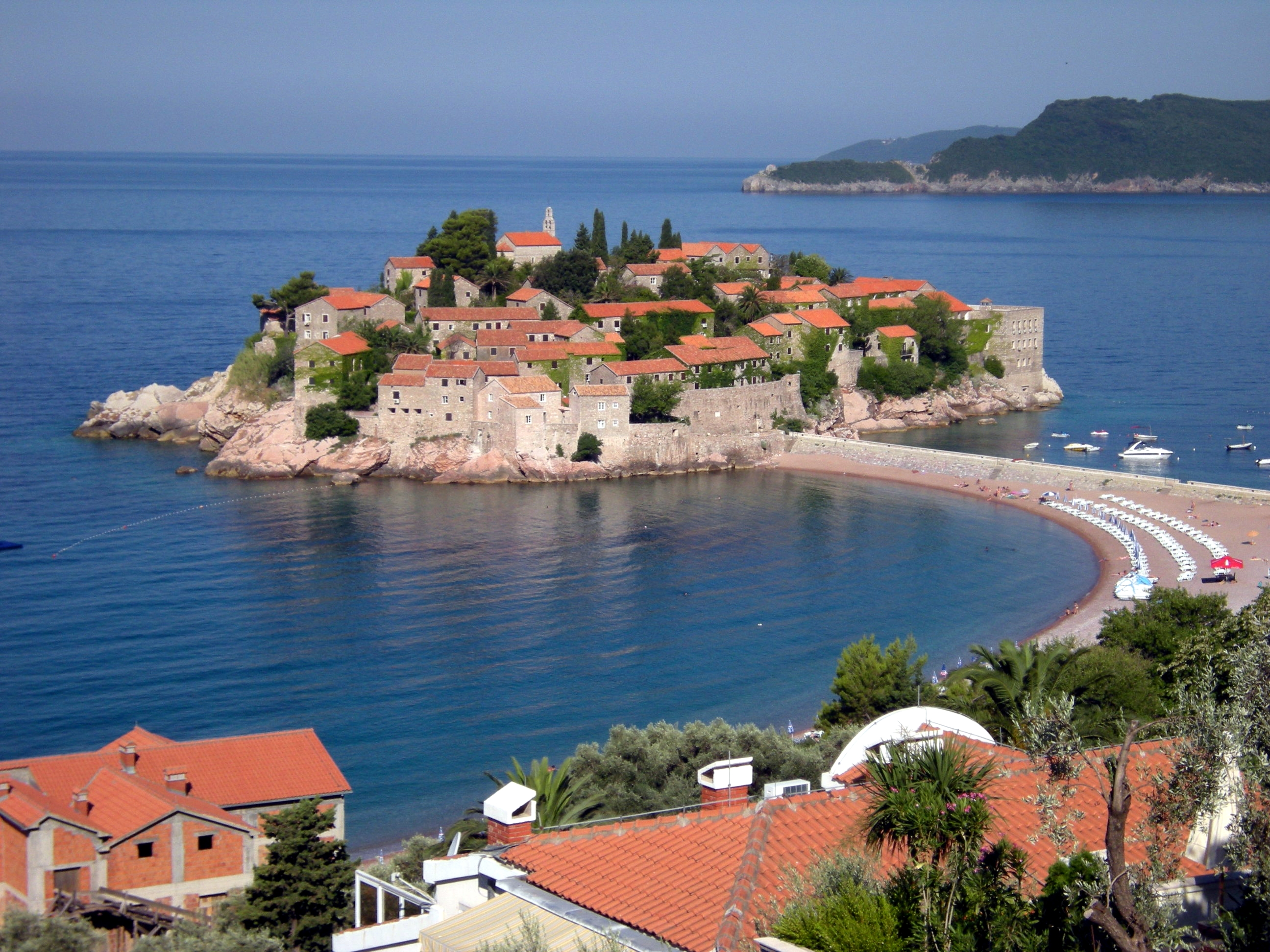
Sveti Stefan (Montenegro)
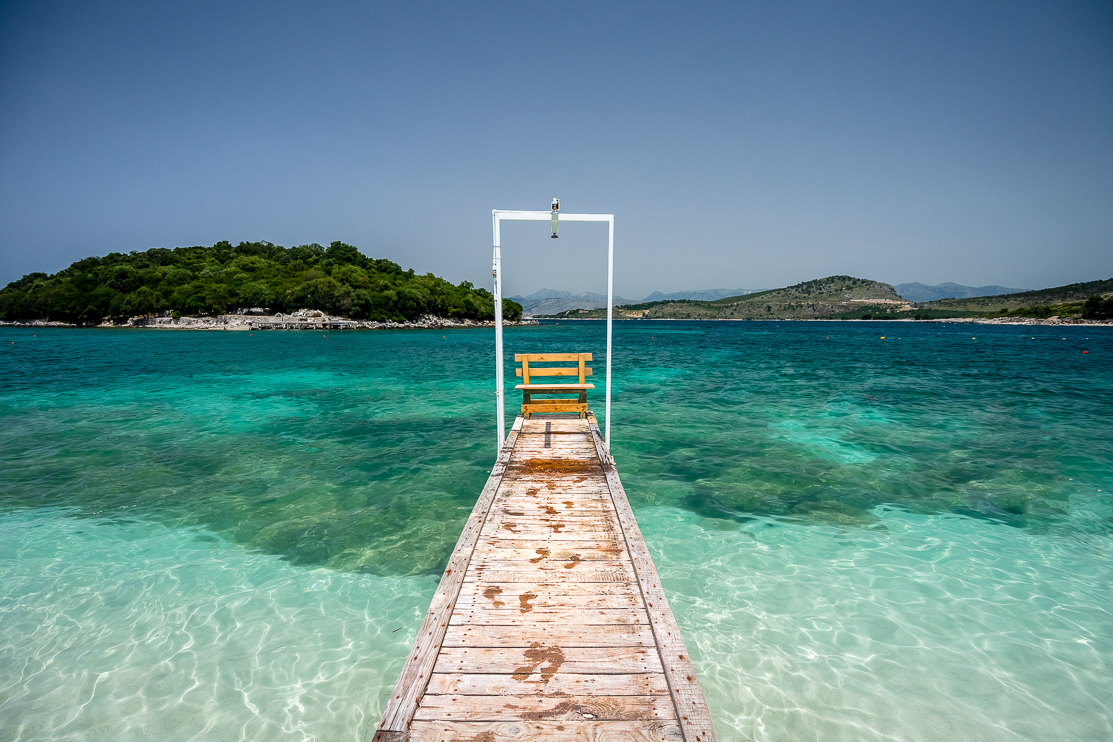
Islas Ksamil (Albania)
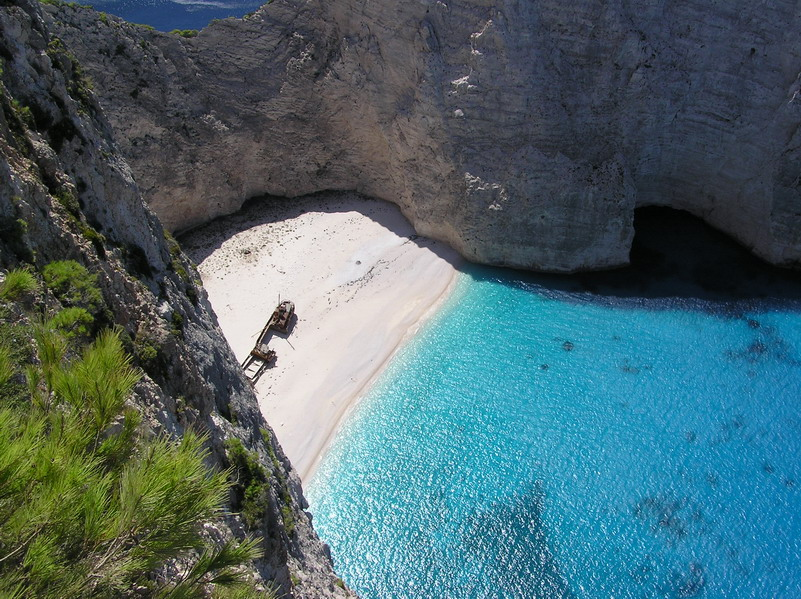
Zante (Grecia)
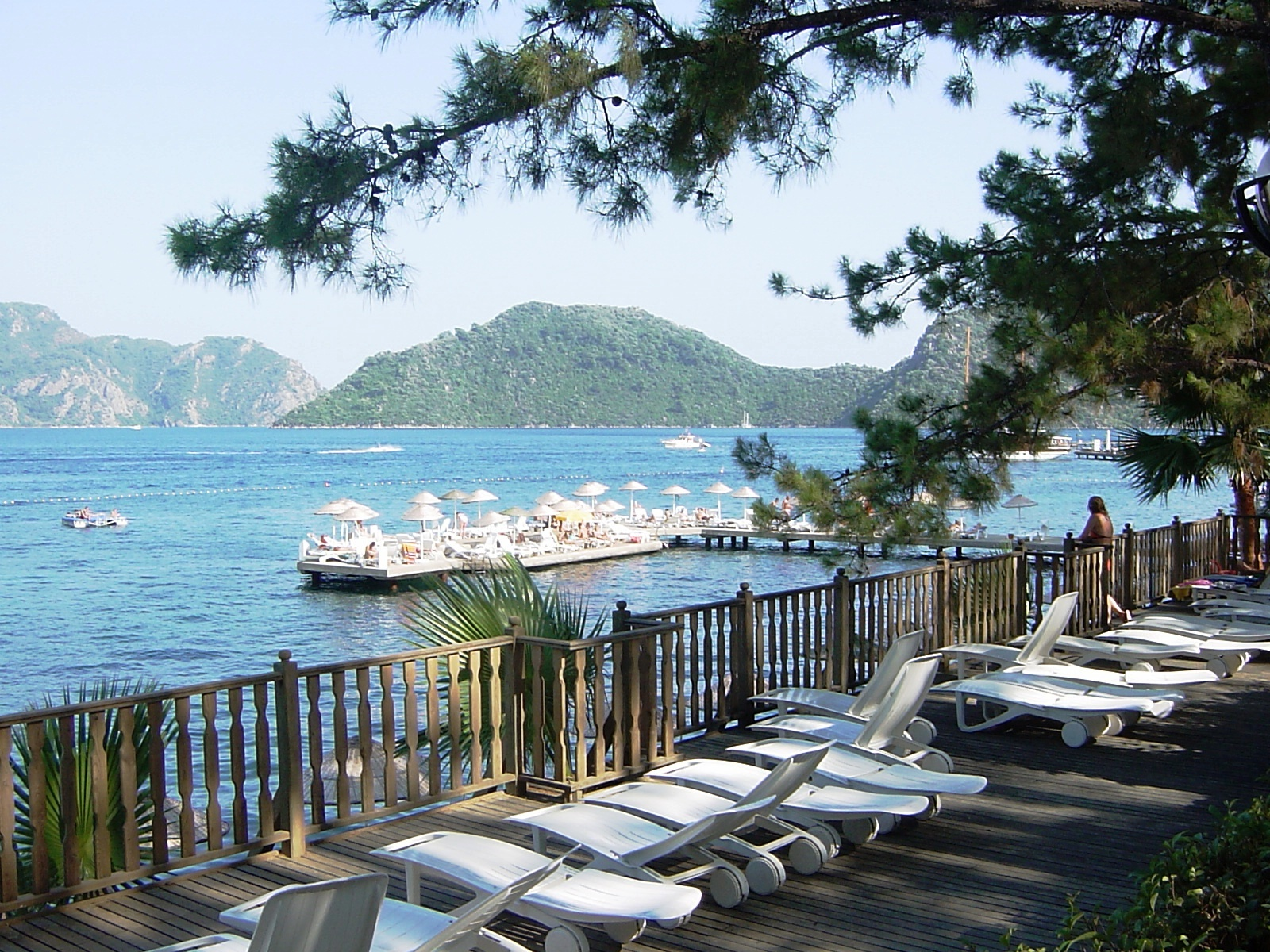
Marmaris en la Costa Turquesa (Turquía)
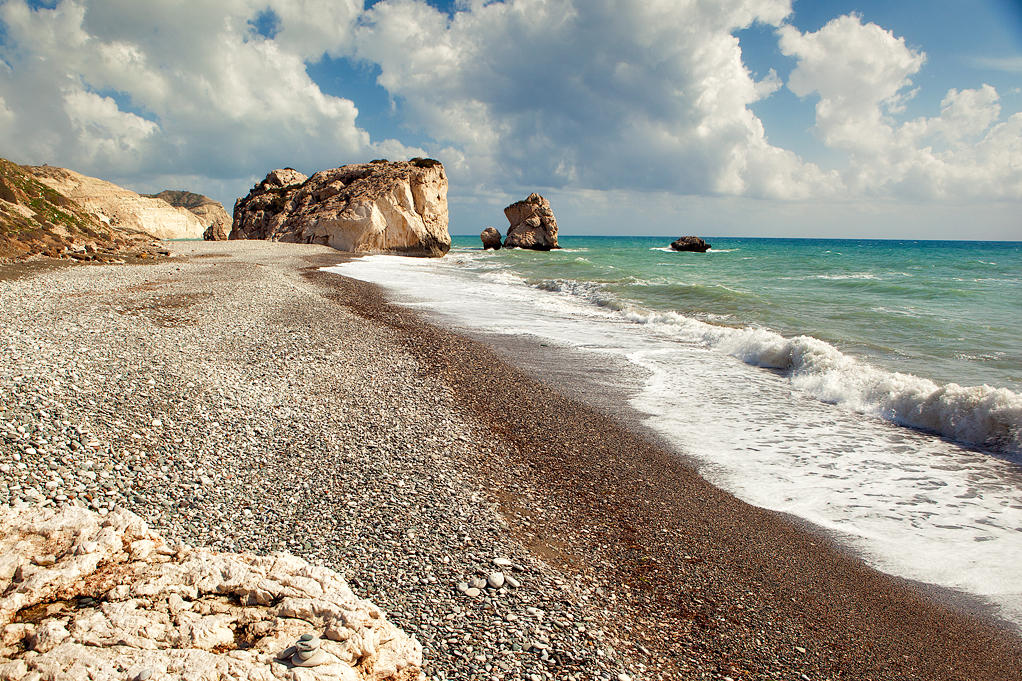
Paphos (Chipre)
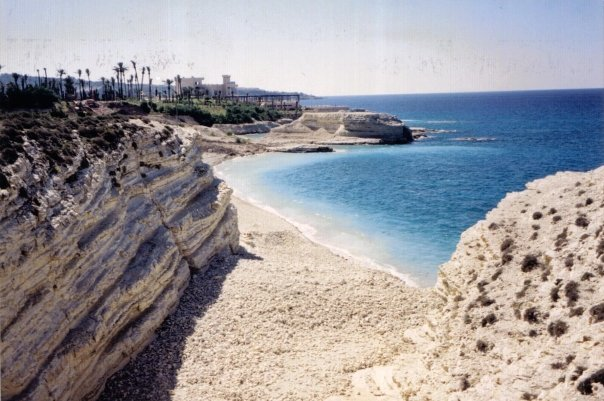
Latakia (Siria)
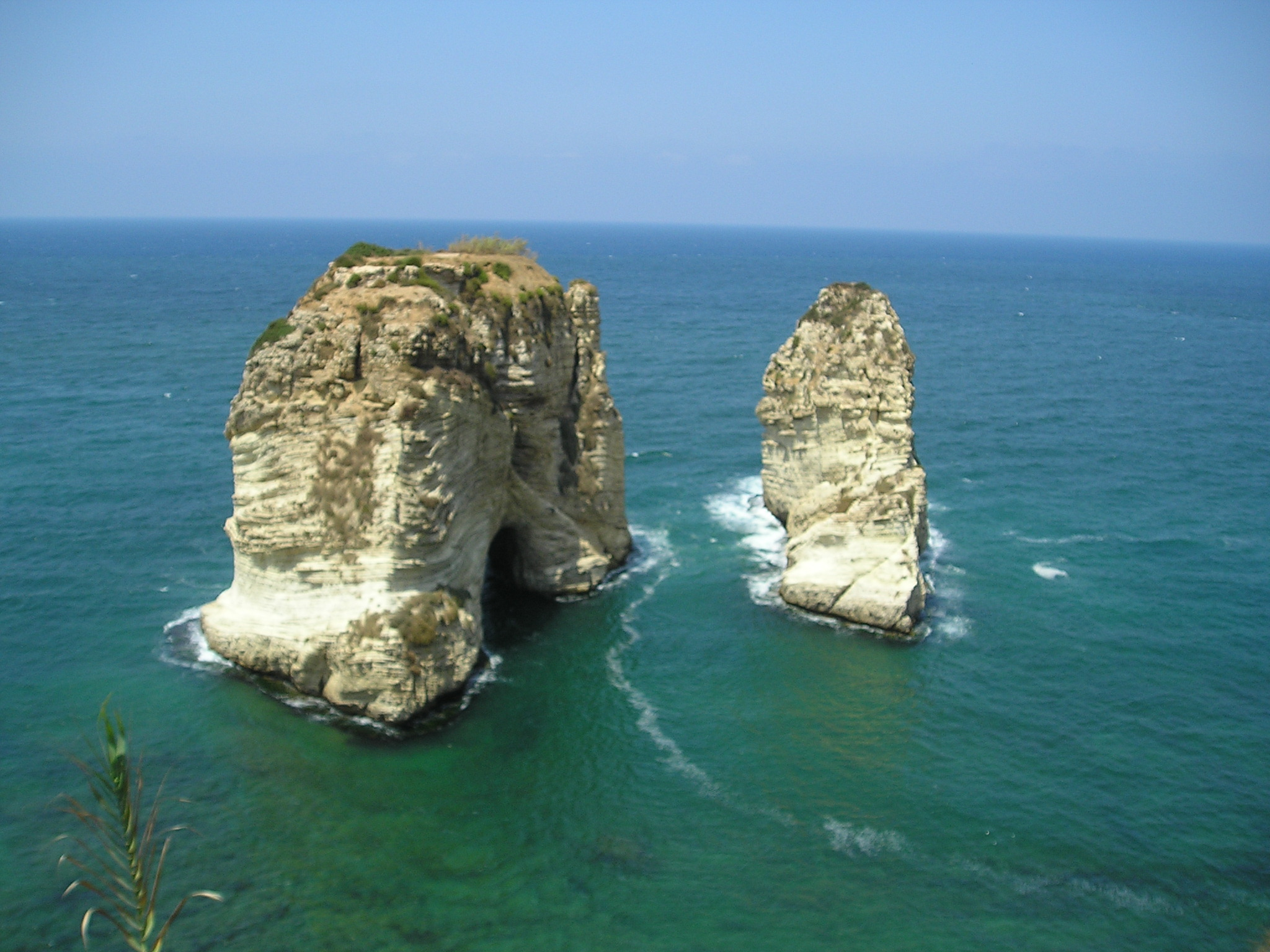
Beirut (Líbano)
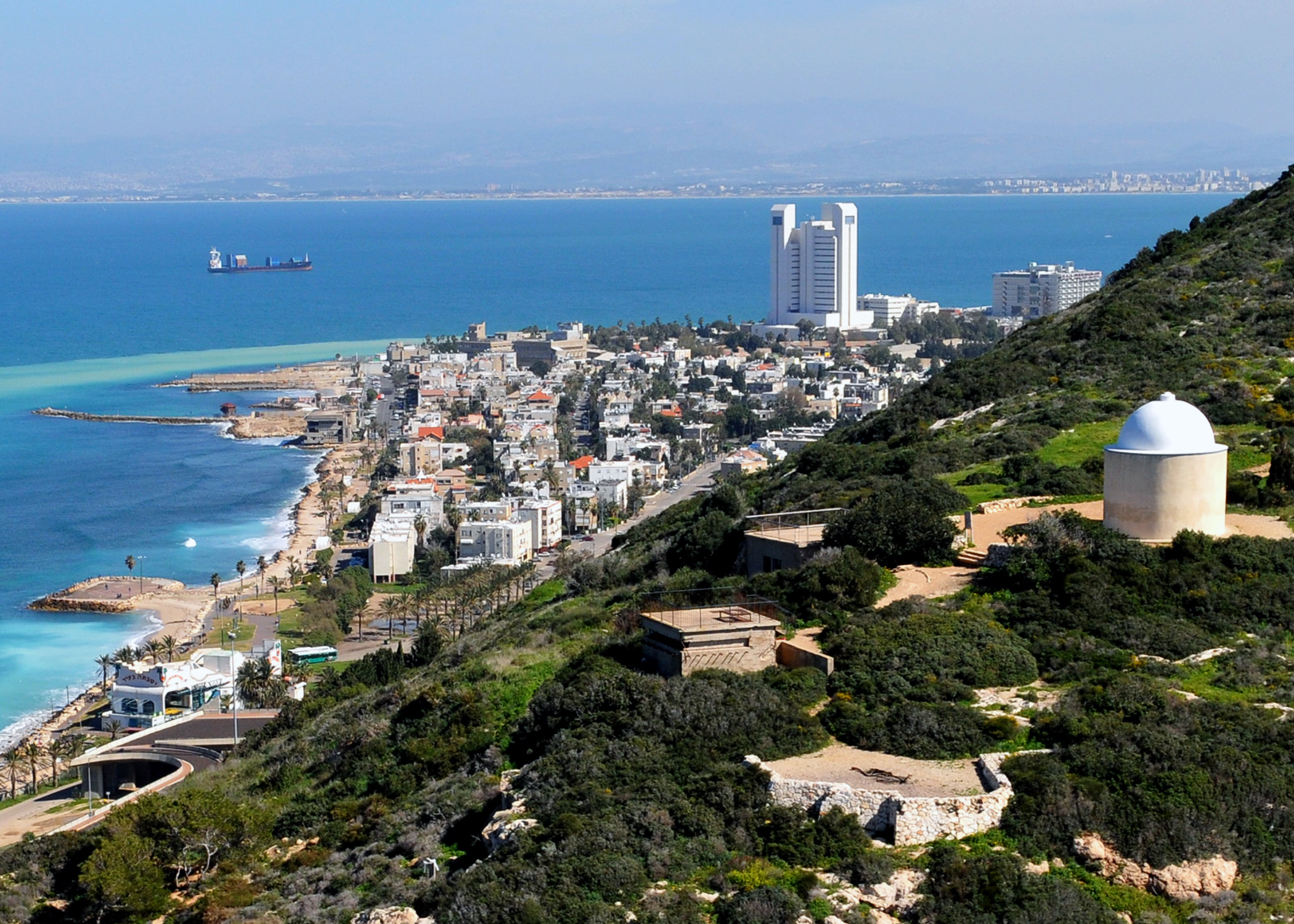
Vista de Haifa (Israel)
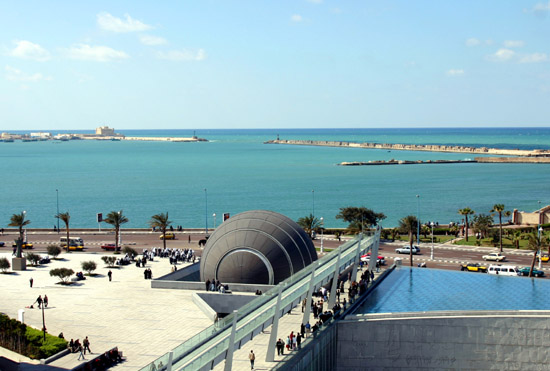
Costa de Alejandría (Egipto)
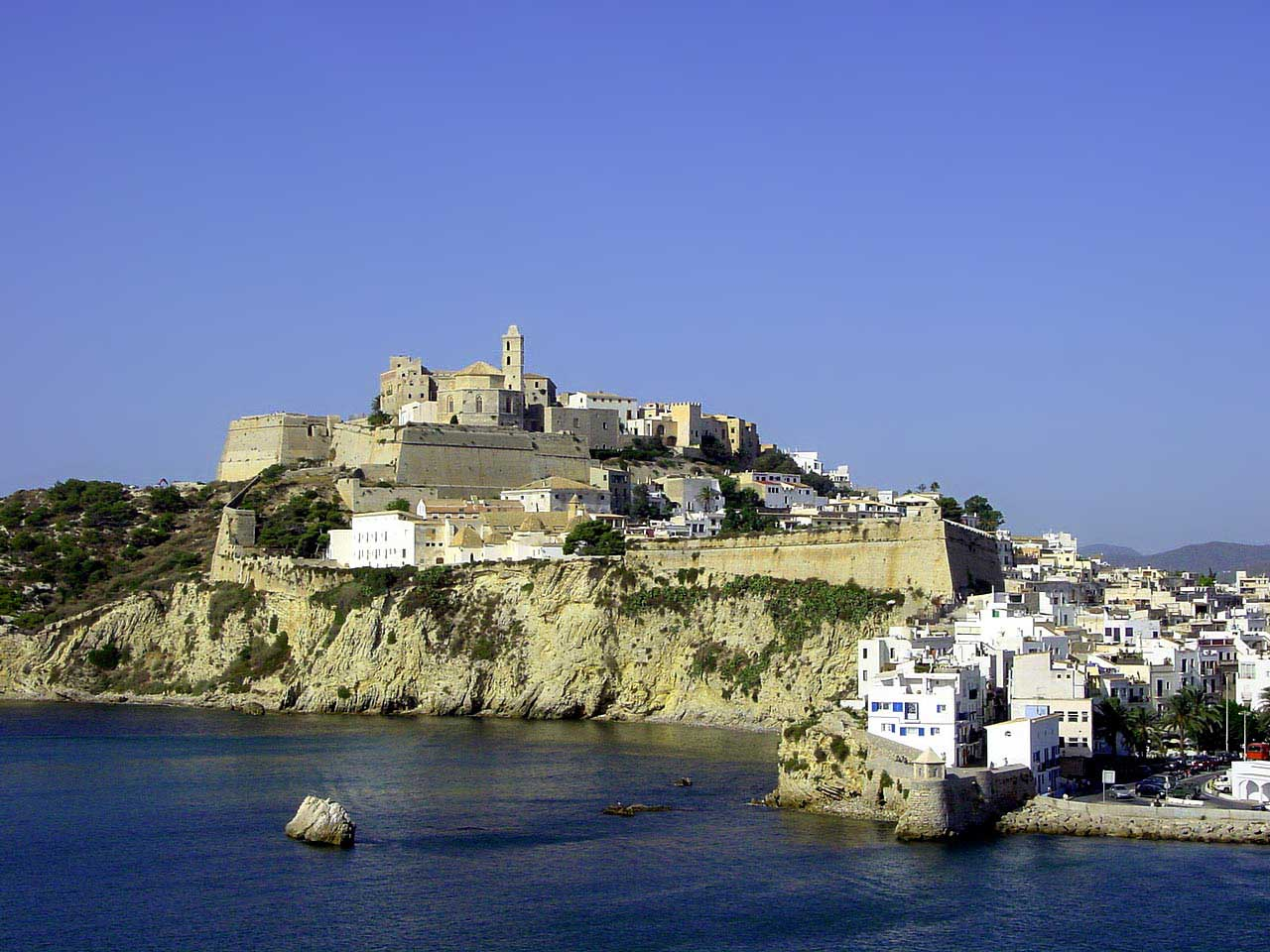
Ciudad de Ibiza (España)
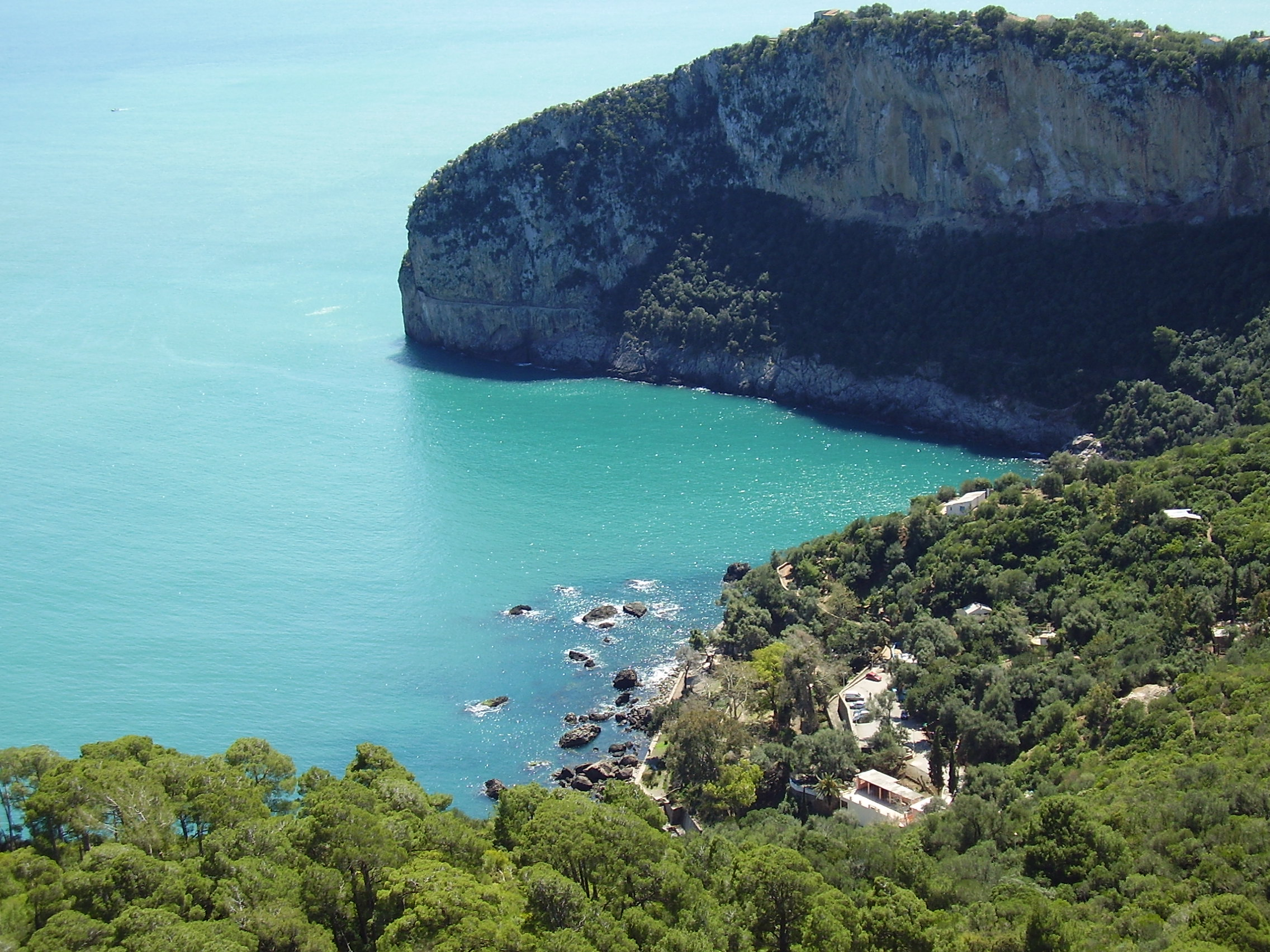
Les Aiguades cerca de Béjaïa (Argelia)
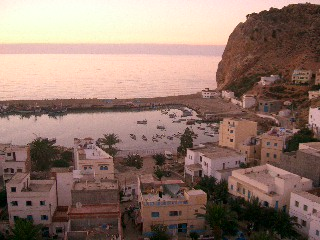
Puerto Capaz (Marruecos)
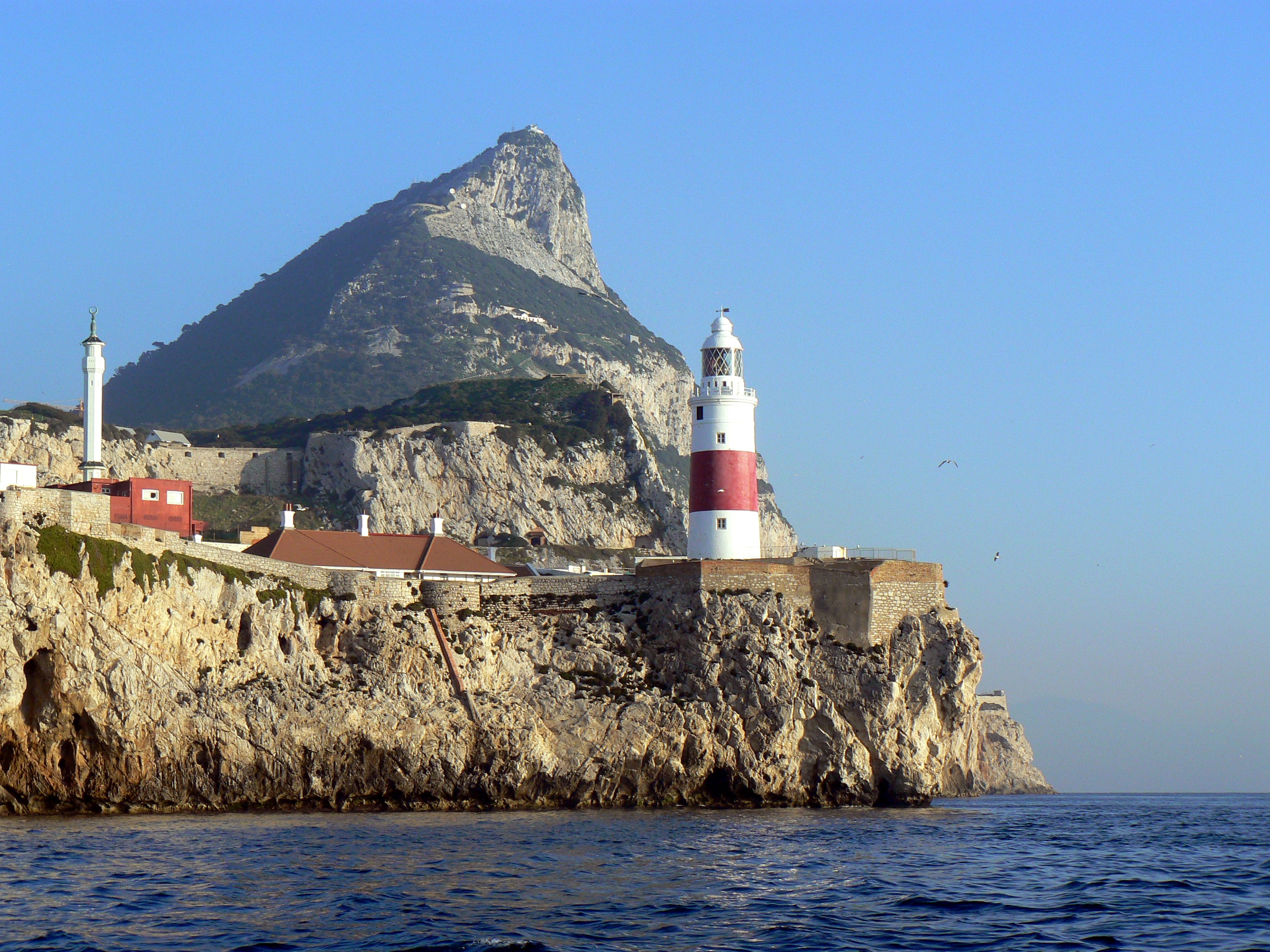
Punta de Europa (Gibraltar)
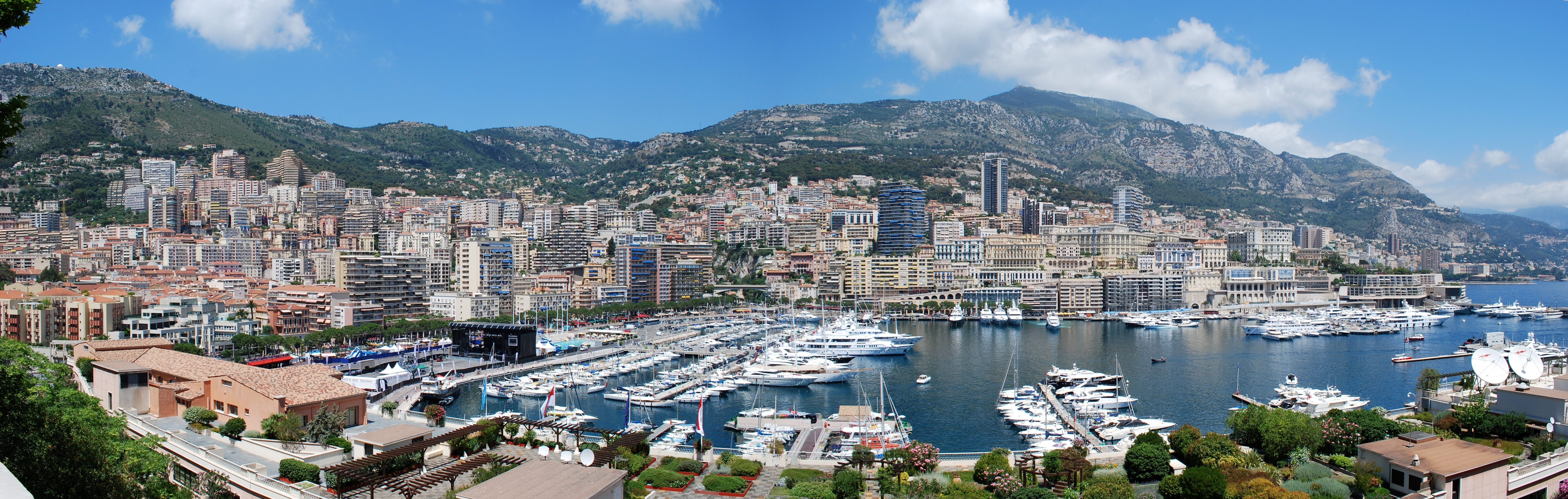
La Condamine (Mónaco)
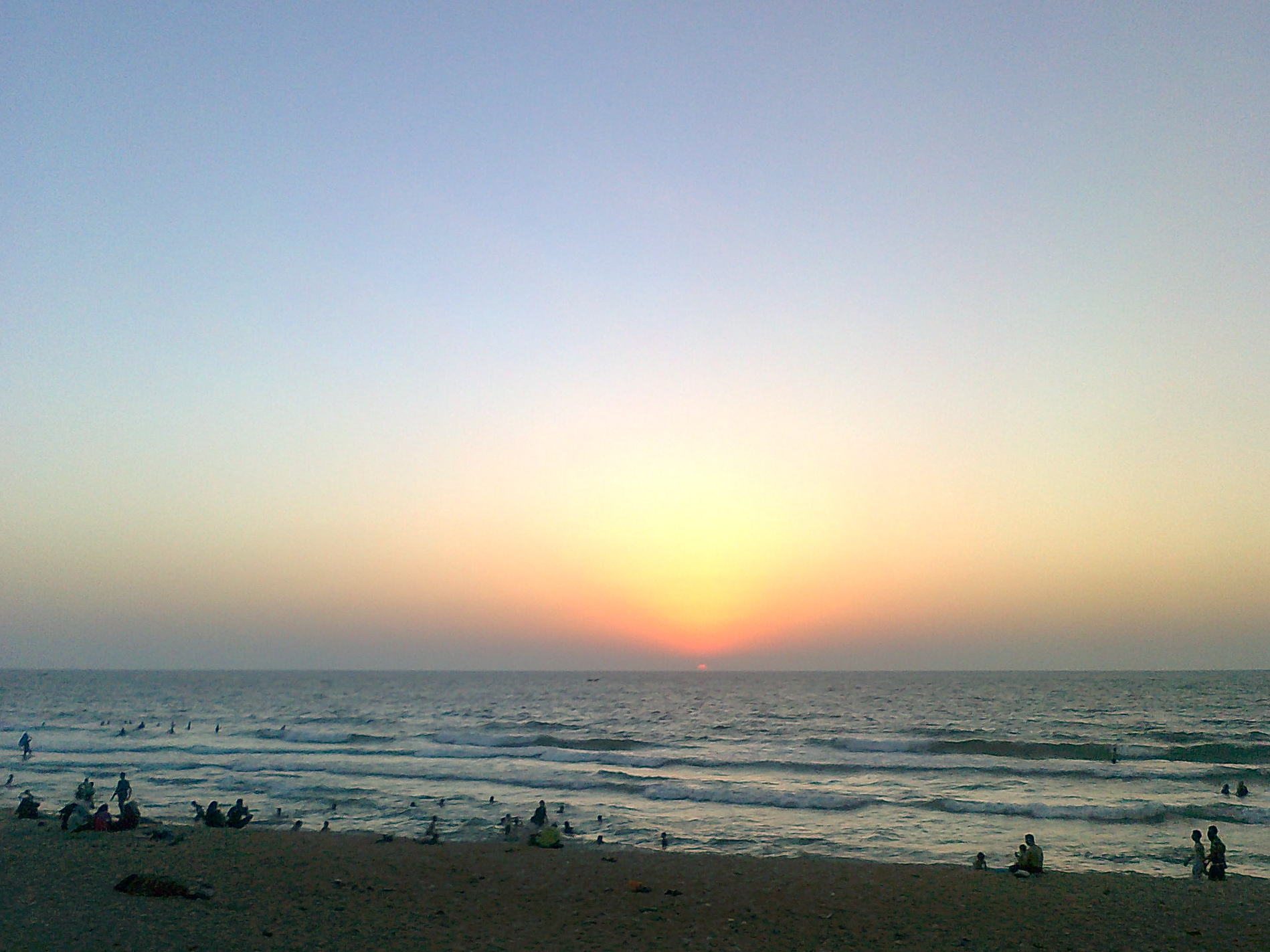
Deir al-Balah (Franja de Gaza)
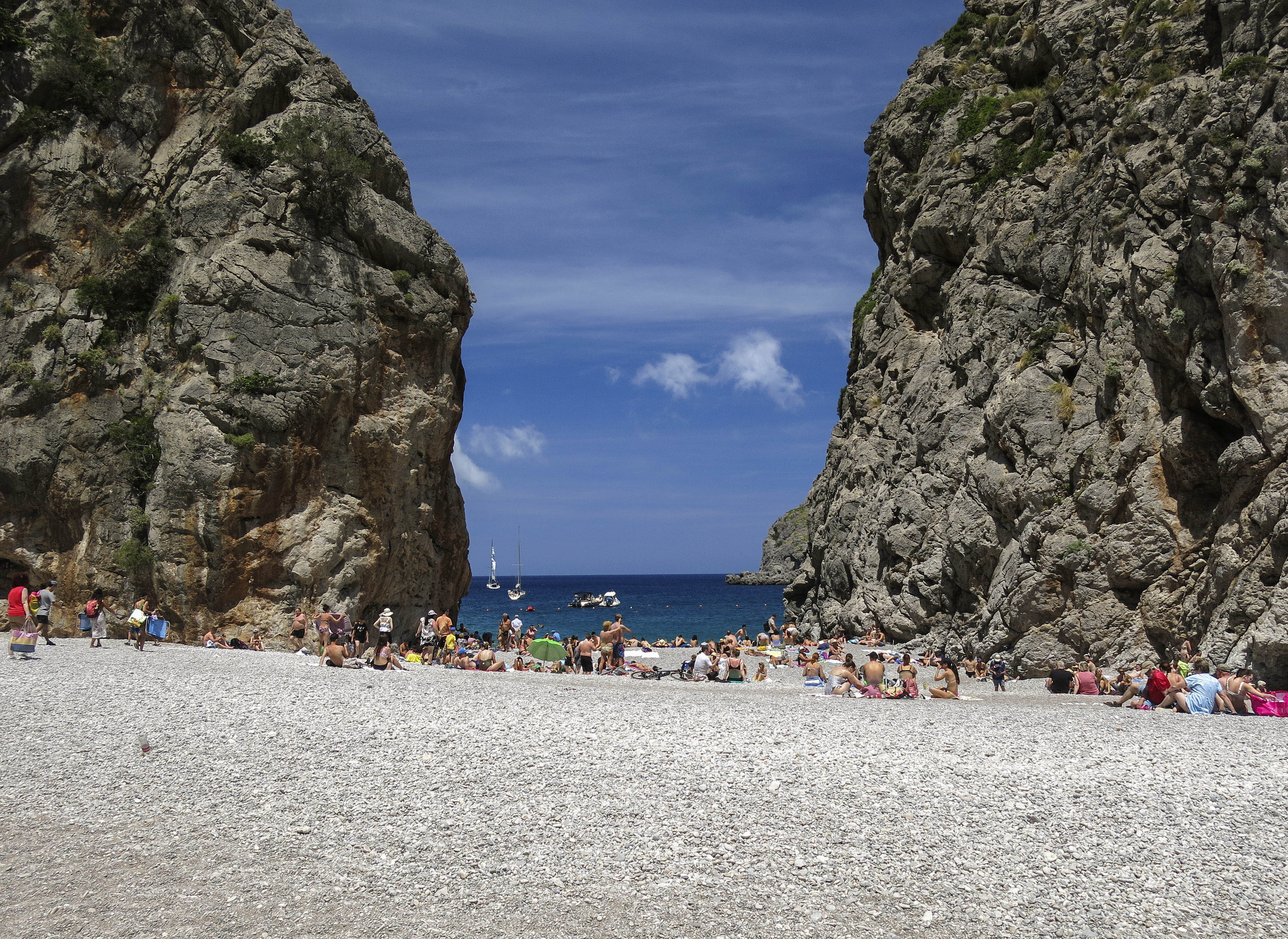
Torrente de Pareis (Mallorca)
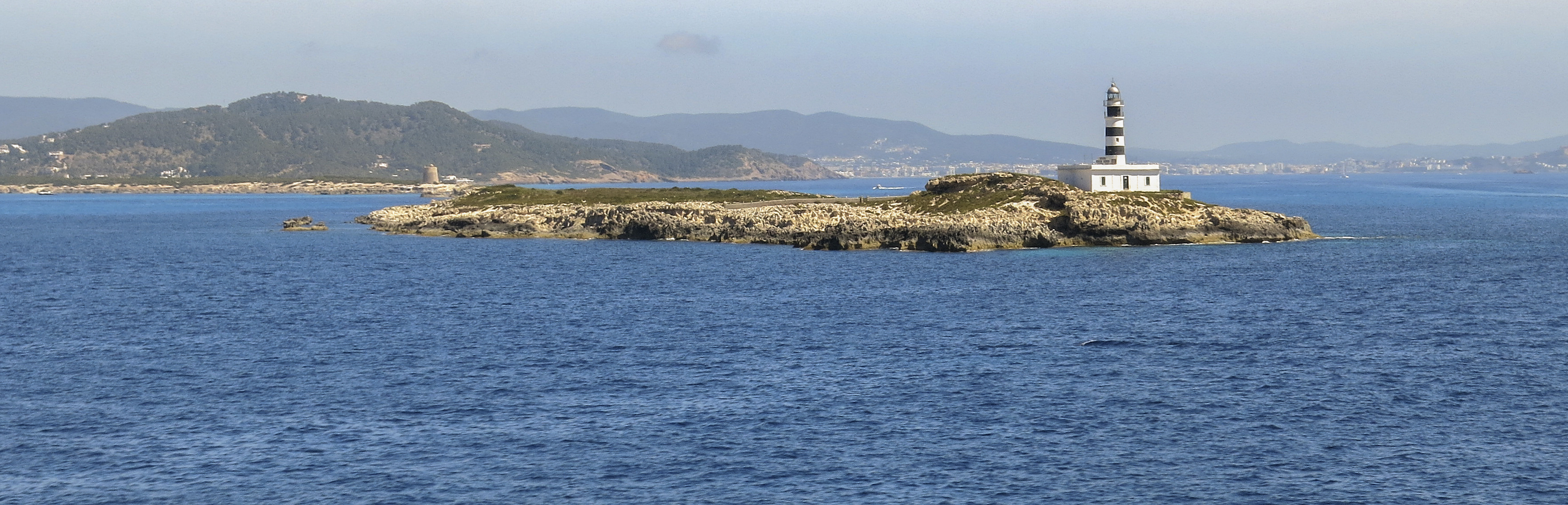
Isla de los Ahorcados (Islas Pitiusas)